# Métamorphoses (Ovide)
Pour les articles homonymes, voir Métamorphose.
 (avril 2018).
Les Métamorphoses (en latin Metamorphōseōn librī, « Livres des métamorphoses ») sont un long poème latin d'Ovide, dont la composition débute probablement en l'an 1. L'œuvre comprend quinze livres (près de douze mille vers) écrits en hexamètres dactyliques et regroupe plusieurs centaines de récits courts sur le thème des métamorphoses issus de la mythologie grecque et de la mythologie romaine, organisés selon une structure complexe et souvent imbriqués les uns dans les autres. La structure générale du poème suit une progression chronologique, depuis la création du monde jusqu'à l'époque où vit l'auteur, c'est-à-dire le règne de l'empereur Auguste.
Fameux dès l'Antiquité, le poème devient un classique de la littérature latine traduit dans le monde entier et connaît une postérité abondante jusqu'à l'époque actuelle. Il a suscité de nombreux commentaires et analyses et a inspiré de nombreux artistes de l'Antiquité jusqu'à nos jours.

## Historique
Ovide compose les Métamorphoses au tout début du Ier siècle, sous le règne de l'empereur Auguste. Cette période historique est marquée par la fin des guerres civiles qui ont meurtri les Romains, et par l'avènement de l'Empire qui est, nonobstant la sauvegarde des institutions républicaines et la volonté de marquer le retour à un âge d'or, l'expression en réalité d'un pouvoir personnel. Néanmoins, l'empereur Auguste œuvre beaucoup au développement des arts, notamment de la littérature, en protégeant de nombreux poètes tels Virgile et Horace qui contribuent à propager cette idée de renouveau. Ce soutien aux écrivains consécutif à la prise du pouvoir par Auguste procède d'une recherche d'unification des sujets de l'Empire derrière une culture, un patrimoine commun. L'enjeu idéologique exige alors la création d'une mythologie impériale, à la dimension politique évidente.
Les Métamorphoses sont rédigées alors qu'Ovide est déjà un poète reconnu (il a publié plusieurs recueils poétiques, dont Les Amours et L'Art d'aimer). Les Métamorphoses ne sont pas totalement terminées lorsqu'il est exilé à Tomis (l'actuelle Constanța en Roumanie, au bord de la mer Noire), peut-être en raison de son précédent ouvrage L'Art d'aimer, où il se permet de critiquer le régime en place et mène la licence à un point qui put déranger la volonté augustéenne de restaurer un certain ordre moral. C'est dans cet exil qu'il termine ses jours à une date imprécise, sans doute autour de l'an 17 ou 18.
Au-delà du contexte politique, l'époque littéraire est particulièrement féconde. Ce Ier siècle est marqué par la réalisation des monuments de la littérature latine, comme l’Énéide de Virgile, qui s'inspire des mythes helléniques pour composer un poème fondateur dans la culture romaine. Cette réécriture de la matière grecque est omniprésente chez Ovide, qui s'inspire semblablement de l’Iliade et de l’Odyssée d'Homère ainsi que de la Théogonie d'Hésiode. Par ailleurs, les Métamorphoses sont le seul poème d'Ovide composé en hexamètres dactyliques, vers habituellement réservé à l'épopée.

## Projet de l'auteur
Le projet de l'auteur est complexe et novateur. Ce manifeste poétique endosse le vers de l'épopée sans pour autant en avoir les mêmes objectifs. Ovide ne souhaite pas comme Virgile écrire un texte à la gloire d'Auguste ou à la gloire de Rome. Le poète choisit de mettre en scène des métamorphoses dont il puise l'origine dans les récits mythologiques, les récits épiques et les tragédies. Le terme de métamorphose est déjà en lui-même inédit car il a été sans doute créé par Ovide lui-même (le mot apparaît pour la première fois dans cet ouvrage). Avant lui, on utilisait le terme de transformation mais non de métamorphose. Il implique donc un mode de réécriture différent de ce qui a précédé dans le temps. Ce terme de métamorphose est donc double : à la fois récit de transformation et à la fois genre littéraire par la transformation du récit en lui-même. C'est ce dernier point qui rend l’œuvre d'Ovide inédite. Le poète a métamorphosé l'épopée, la tragédie et la poésie en un récit poétique unique et complexe dont la réécriture est le point commun. Le projet apparait alors clairement de créer un catalogue de métamorphoses non pas pour expliquer l'organisation du monde comme ont pu le faire les textes précédents dont il s'inspire mais pour donner une vision du monde.

### La personnification chez Ovide
Parmi les nombreuses innovations introduites par Ovide et les nombreux procédés rhétoriques utilisés par le poète pour animer son style, la personnification apparaît comme l'un des éléments centraux. Issue d'une longue tradition qui remonte à la poésie épique archaïque, la personnification permet au poète de donner vie ou forme à des éléments inanimés, informes ou abstraits tels que des idées, des émotions ou des concepts, en les dotant de qualités humaines.
Les principales personnifications évoquées par Ovide sont Inuidia (l'Envie - Métamorphoses Livre II, 752-832), Fames (la Faim - Métamorphoses Livre VIII, 777-842), Somnus (le Sommeil - Métamorphoses Livre XI, 581-748) et Fama (la Renommée - Métamorphoses Livre XII, 39-63). Dans les deux premiers cas, l'auteur a recours à la description de deux figures humaines, tandis qu'il caractérise le Sommeil et la Renommée à travers la description de deux lieux, une grotte et un palais.
Description de l'Envie, Métamorphoses Livre II (752-832) :
« La pâleur habite sur son affreux visage ; son corps horrible est décharné ; son regard louche est sombre et égaré. Une rouille livide couvre ses dents ; son cœur s'abreuve de fiel, et sa langue distille des poisons. Le rire s'éloigne de ses lèvres, ou ne s'y montre qu'à l'aspect d'une grande infortune. Sans cesse agitée par les soucis vigilants, le sommeil fuit ses paupières ; elle souffre et s'irrite du bonheur des mortels. Elle tourmente ; elle est tourmentée elle-même : c'est son supplice. »
Description de la Faim, Métamorphoses Livre VIII (777-842) :
« Ses cheveux se hérissent et couvrent son œil éteint ; la Pâleur siège sur son front ; ses lèvres sont livides ; ses dents avides, noircies par la rouille ; sa peau rude, au travers de laquelle on peut voir ses entrailles ; ses os arides et décharnés se soutiennent en squelette courbé ; pour ventre elle a la place que le ventre occupe. Sa poitrine se creuse, et sa gorge desséchée semble pendre à l'épine du dos. La maigreur a grossi ses articulations ; ses genoux pointus ont une jointure énorme, et ses talons s'enflent et s'allongent en dehors. »
Description de l'antre du Sommeil, Métamorphoses Livre XI (581-748) :
« Près du pays des Cimmériens, un mont creusé en voûte, recèle un antre profond, du Sommeil nonchalant retraite et palais solitaire. Soit que le soleil se lève à l'orient, soit qu'il arrive au milieu de sa carrière, ou que vers l'Hespérie il abaisse son char, jamais ses rayons ne pénètrent l'obscurité de ces lieux. D'humides brouillards les environnent. Un jour douteux à peine les éclaire. Jamais le chant du coq n'y appelle l'Aurore. Jamais le silence n'y est troublé par la voix des chiens vigilants, par celle de l'oiseau qui, plus fidèle encore, sauva le Capitole. On n'y entend jamais le lion rugissant, l'agneau bêlant, ni l'aquilon sifflant dans le feuillage, ni l'homme et ses clameurs. Le repos muet habite ce désert. […] Au fond (de la caverne obscure) s'élève un lit d'ébène fermé d'un rideau noir. Là, plongé dans un épais duvet, le dieu sans cesse repose ses membres languissants. Autour de lui, sous mille formes vaines, sont couchés des Songes […]. »
Description du Palais de la Renommée, Métamorphoses Livre XII (39-63) :
« Entre le ciel et la terre, et le vaste océan, s'élève un antique palais, au milieu de l'univers, aux confins des trois mondes. […] Ses murs sont un airain sonore qui frémit au moindre son, le répète et le répète encore. Le repos est banni de ce palais ; on n'y connaît point le silence. Ce ne sont point cependant des cris, mais les murmures confus de plusieurs voix légères […]. Une foule empressée sans cesse assiège ces portiques, sans cesse va, revient, semant mille rumeurs, amas confus de confuses paroles, mélange obscur du mensonge et de la vérité. Les uns prêtent une oreille attentive à ces récits frivoles ; les autres les répandent ailleurs. Chacun ajoute à ce qu'il vient d'entendre, et le faux croît toujours. La résident la Crédulité facile et l'Erreur téméraire, la vaine Joie, la Crainte au front consterné, la Sédition en ses fureurs soudaine, et les Bruits vagues qui naissent des rapports incertains. De là, la Renommée voit tout ce qui se passe dans le ciel, sur la terre, et sur l'onde, et ses regards curieux embrassent l'univers. »

## Structure et résumés

### Livre I
| Mythe                                | Vers    | Résumé |
| ------------------------------------ | ------- | --- |
| Invocation                           | 1-4     | Invocation des métamorphoses à venir par Ovide. |
| Origines du monde - Chaos primordial | 5-20    | Depuis le chaos, à partir d'un processus de séparation et de différenciation, élaboré par « un dieu et la nature en progrès » (v. 21, trad. D. Robert), jusqu'à la création de l'homme. Avant la formation des éléments, la nature dans l'univers ne revêtait qu'un seul aspect, celui du chaos, une masse informe, mélange confus d'éléments qui se combattaient entre eux. Il n'y avait alors ni soleil, ni lune, ni terre, ni mer. Ces éléments étaient tous ennemis sans même avoir de forme distincte. |
| Séparation des éléments              | 21-75   | Un dieu, ou la nature la meilleure, mit un terme à ces combats en séparant les éléments, leur conférant chacun leur domaine. Il mit ainsi fin au chaos, les unissant par les liens de la concorde et de la paix. |
| Création de l'homme par Prométhée    | 76-88   | L'homme, un être plus noble et plus intelligent manquait encore à cette terre. Et soit le dieu lui donna le souffle divin, soit le fils de Japet, Prométhée, créa cet homme, qu'il façonna à l'image des dieux. L'homme se distingua ainsi des autres animaux, sa tête s'élevant vers les cieux, au contraire des bêtes, leur tête fixée vers la terre. |
| Les quatre âges de l'humanité        | 89-150  | Est décrite l'évolution de l'humanité, du plus harmonieux au plus brutal : l'« âge d'or », l'« âge d'argent » (après que Jupiter eut pris possession du monde), l'âge de bronze (à peine décrit) et l'âge de fer, marqué par l'impiété, l'immoralité, l'avidité qui engendrent la violence et la guerre. |
| Les Géants - Gigantomachie           | 151-162 | Les Géants, qui cherchent à pénétrer l'Olympe, sont écrasés par « le père tout-puissant » et leur sang imbibe la terre d'où surgissent les nouveaux hommes « avides de cruauté, de meurtre et de violence » (trad. D. Robert). La gigantomachie désigne le combat qui opposa les dieux de l’Olympe aux enfants de Gaïa (la déesse Terre), les Géants. Jupiter, qui avait triomphé des Titans, fils de Gaïa également, en les envoyant au Tartare, provoque la colère de cette dernière. Gaïa fait alors pousser une plante magique permettant aux Géants d’être invincibles de toute attaque excepté de celle d’un demi-dieu (mortel associé à un dieu) et les pousse à mener le combat contre les dieux de l’Olympe. Ayant besoin de l’obscurité pour dérober cette plante, Jupiter ordonne à Sol (le Soleil), Luna (la Lune), et Éos (l’Aurore) de ne plus briller. Il fait également appel à son brave fils, Héraclès, demi-dieu issu de son adultère avec la mortelle Alcmène, qui s’empare de flèches empoisonnées par le sang de l’Hydre de Lerne pour combattre auprès de son père. Chacun des dieux de l’Olympe s’attaque à un géant et le tue. Ce combat symbolique du triomphe de l’ordre sur la barbarie et le chaos s’achève sur la victoire des dieux de l’Olympe. |
| Lycaon                               | 163-252 | Jupiter convoque l'assemblée des dieux pour l'informer de son désir d'anéantir cette nouvelle espèce humaine, issue du sang des Géants, à cause de sa malfaisance. Il raconte d'abord les crimes de Lycaon (son impiété, sa tentative de lui faire manger de la chair humaine et de le tuer dans son sommeil) et sa punition pour ses affronts (sa transformation en loup). Les dieux approuvèrent la décision de Jupiter mais sans regretter la disparition des hommes. Sans eux, qui allait porter l'encens à l'autel et qui protègerait le nature des bêtes féroces ? Jupiter promit alors de se charger de créer une nouvelle race d'hommes meilleure que la première, et dont l'origine sera merveilleuse. |
| Le Déluge                            | 253-312 | Renonçant à employer le feu de peur d'embraser les cieux, Jupiter décide d'inonder le monde pour décimer l'espèce humaine, grâce aux vents et aux flots aidé de son frère Neptune. Alors « il n'y a plus de différence entre mer et terre » (v. 291, trad. D. Robert). Après le déluge, il n'eut plus âme qui vive sur cette terre engloutie par les eaux. |
| Deucalion et Pyrrha                  | 313-415 | Un radeau, avec un homme, Deucalion, et son épouse Pyrrha, êtres justes, échappent au déluge. Amarrant, ils vont pour prier les dieux. Jupiter voyant la piété de ces deux êtres innocents demanda alors aux eaux de se retirer. Sur terre, Deucalion et Pyrrha s'inquiètent de la survie de l'espèce humaine et prient Thémis de les éclairer. La déesse touchée leur dit : « Jetez derrière votre dos les os de votre grande mère » (v. 383, trad. D. Robert). Perplexes et choqués, ils comprennent que la grande mère est la nature, et les os, les pierres, qu'ils lancent alors. Les pierres lancées de leurs mains s'allongèrent et du marbres sortis la nouvelle race humaine, derrière les pas des deux semeurs. De la main de Deucalion naquirent les hommes, et celle de Pyrrha, les femmes. |
| Python                               | 416-451 | De la terre elle-même ressurgissent de nouvelles espèces animales, mais aussi des primitives. Dans ces décombres du déluge, du mélange du chaud et de l'humide, surgissent alors différents êtres dont un énorme serpent, Python. Objet de terreur, dont le corps massif entourait toute la montagne, il fut vaincu par Apollon (aussi dit Phébus) et ses mille flèches. Pour ne pas oublier cet exploit et en guise de commémoration, il institua le concours des pythiques. Le laurier n'existant pas encore, les vainqueurs étaient récompensés d'une couronne de chêne. |
| Daphné                               | 452-567 | Enorgueilli de son exploit, Apollon se moque de Cupidon. Celui-ci, pour se venger, décoche deux flèches : une en or sur le dieu pour le faire tomber éperdument amoureux de Daphné, nymphe désintéressée par l'amour et le mariage, et une en plomb sur cette dernière afin de lui rendre impossible toute forme d'amour envers Apollon. Le dieu fou amoureux cherche alors à la convaincre de ne pas lui résister. La tâche vaine, il tenta de la prendre de force. Après une poursuite effrénée, Daphné à bout de force supplia son père Pénée de la délivrer de ce mal. Sa prière à peine prononcée, son corps commença à se transformer en laurier. Apollon attristé par ce rejet éternel promis de faire du laurier son arbre. Ainsi il utilisera ses feuilles et son bois pour en faire sa couronne, son carquois ou encore sa cithare. |
| Io                                   | 568-600 | Inachos, dieu fleuve d'Argolide, est inconsolable de la disparition de sa fille Io. Celle-ci a été séduite et déshonorée par Jupiter, qui la ravit dans une nuée ténébreuse. |
| Mercure et Argos                     | 601-688 | Io, est alors transformée en génisse pour cacher l'infidélité du dieu à son épouse Junon. Celle-ci se fait offrir la génisse et la fait garder par Argos aux mille yeux. Jupiter, finalement, envoie son fils Mercure pour endormir la vigilance d'Argos. |
| Pan et Syrinx                        | 689-746 | Pour cela, Mercure raconte la façon dont la naïade Syrinx s'est métamorphosée en roseau pour échapper à Pan. Argos finalement s'assoupit et Mercure lui tranche la tête. De ses cent yeux, Junon fait le plumage de son paon. Elle chasse ensuite Io en Égypte où cette dernière retrouve sa forme première, à la suite des prières de Jupiter à son épouse. |
| Épaphos et Phaéton                   | 747-779 | Io donne naissance, en Égypte, à Épaphos qui accuse un jour Phaéton de ne pas être, comme il s'en vante, le fils de Phébus-Apollon. Phaéton demande alors des explications à sa mère Clymène qui confirme son origine divine et lui enjoint d'aller demander confirmation lui-même à son père. |

Les mythes du livre I dans les arts
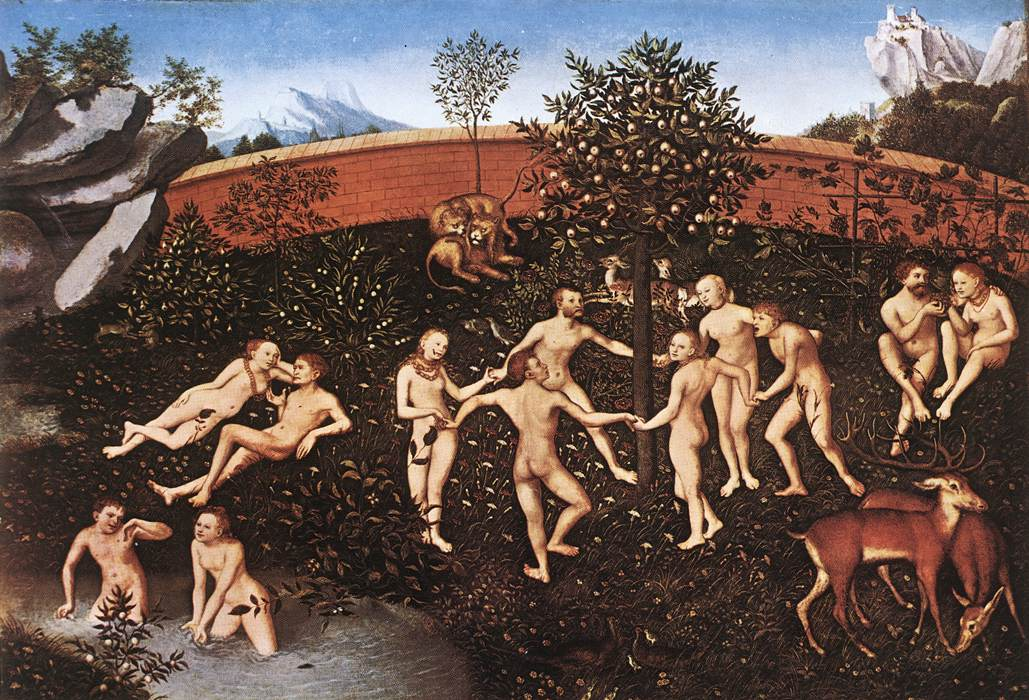
L'Âge d'Or (Lucas Cranach l'Ancien)
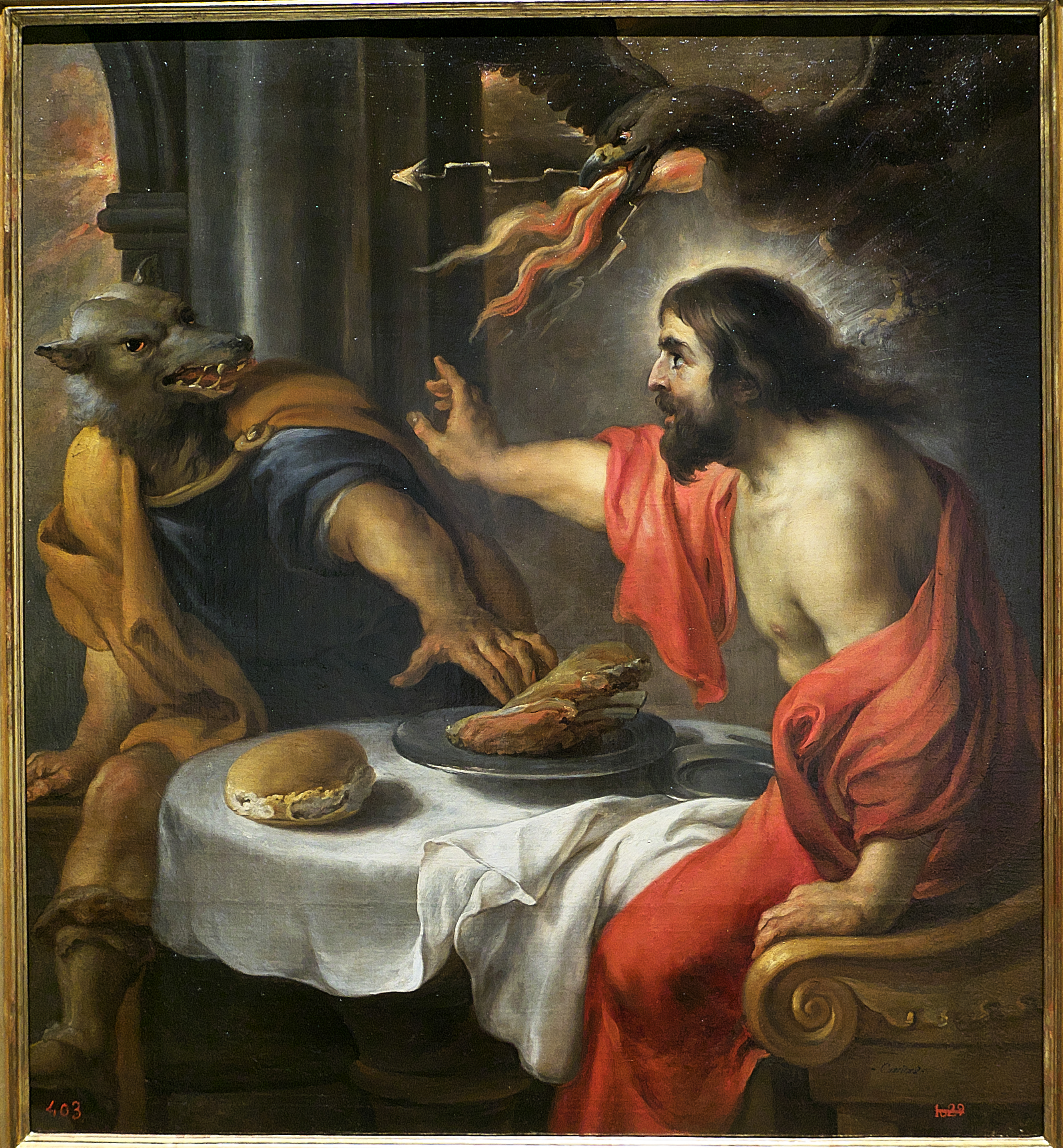
Jupiter et Lycaon (Jan Cossiers)
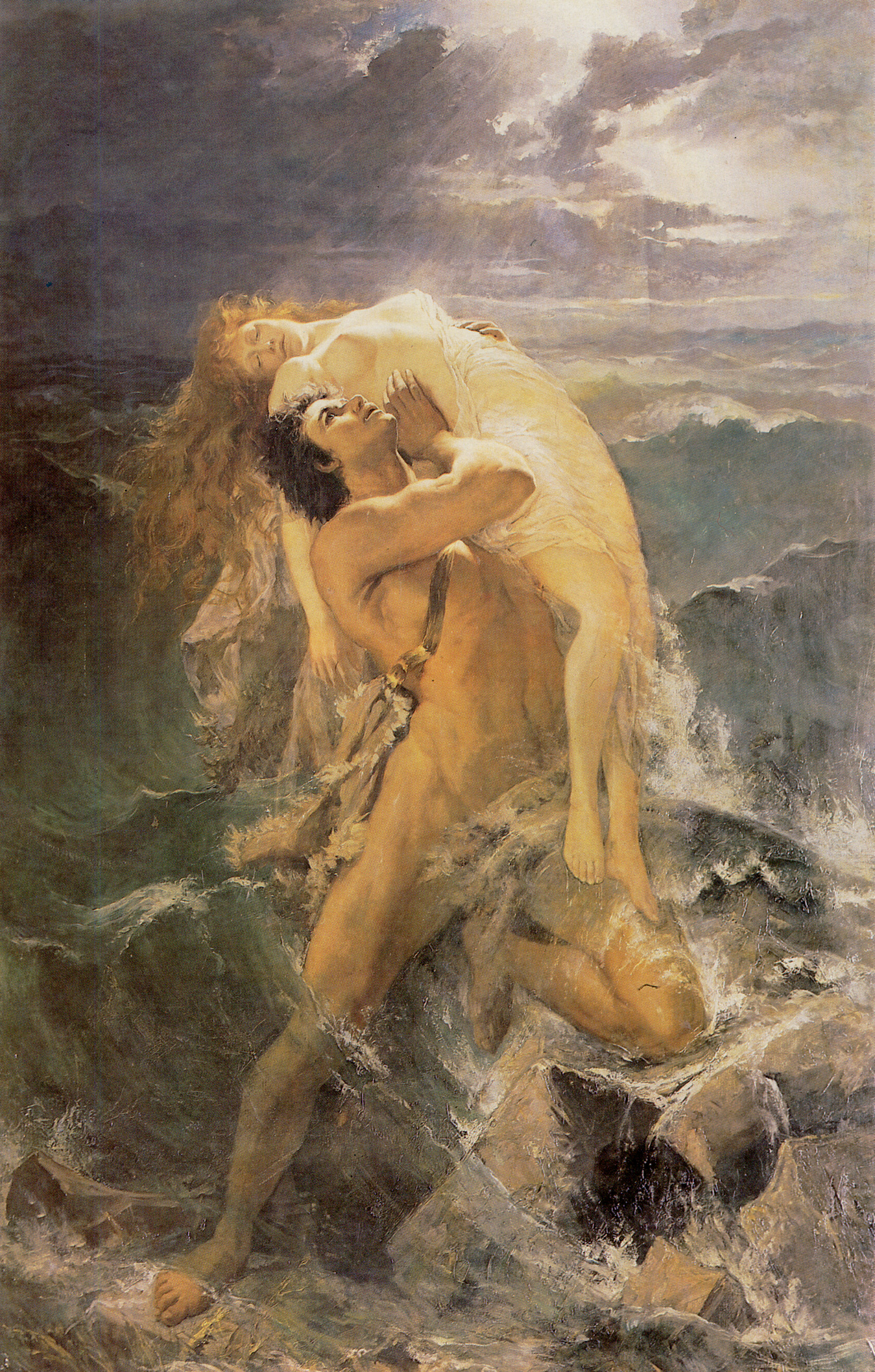
Deucalion et Pyrrha (Paul Merwart)
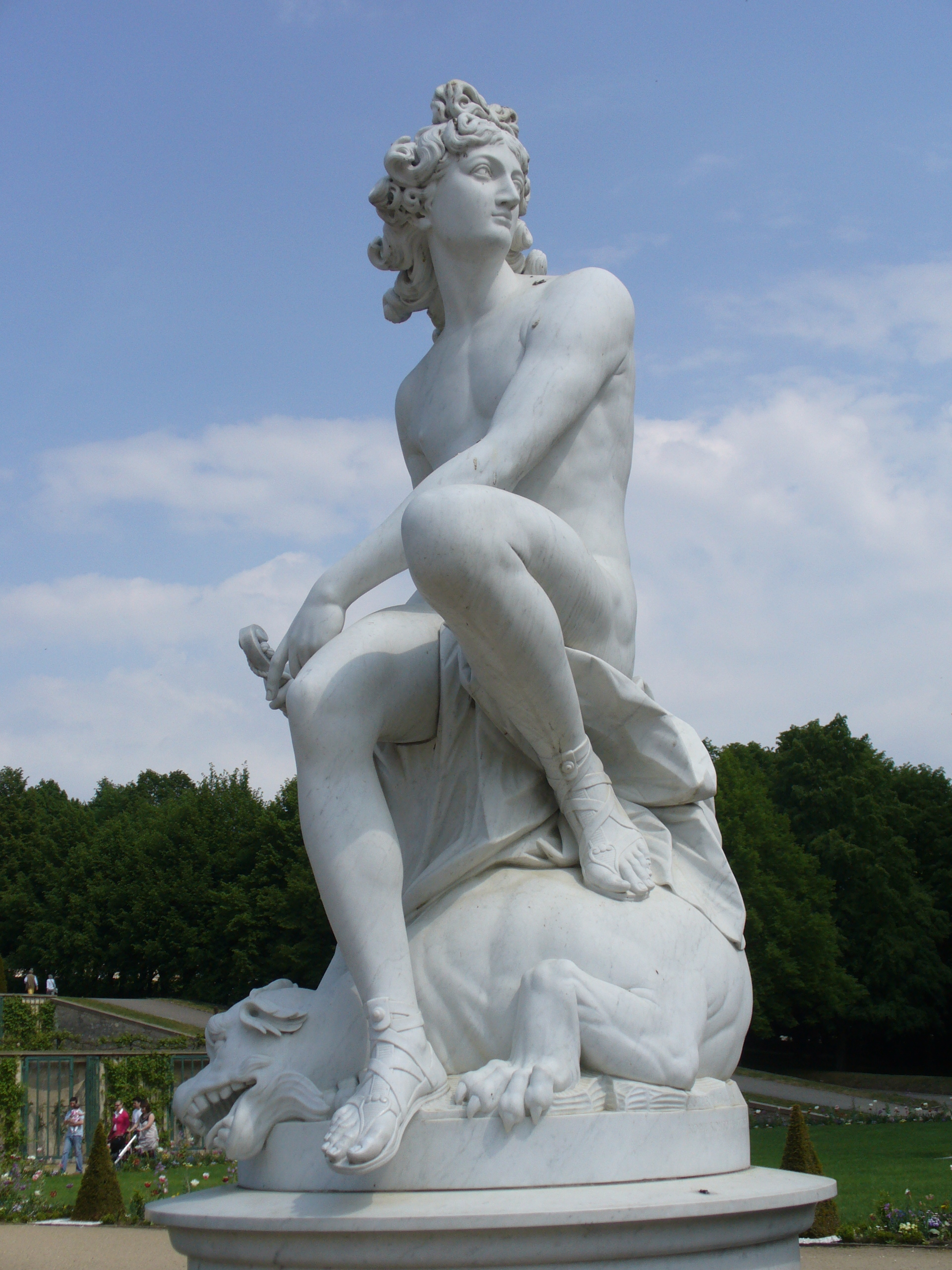
Apollon et Python (François Gaspard Adam)
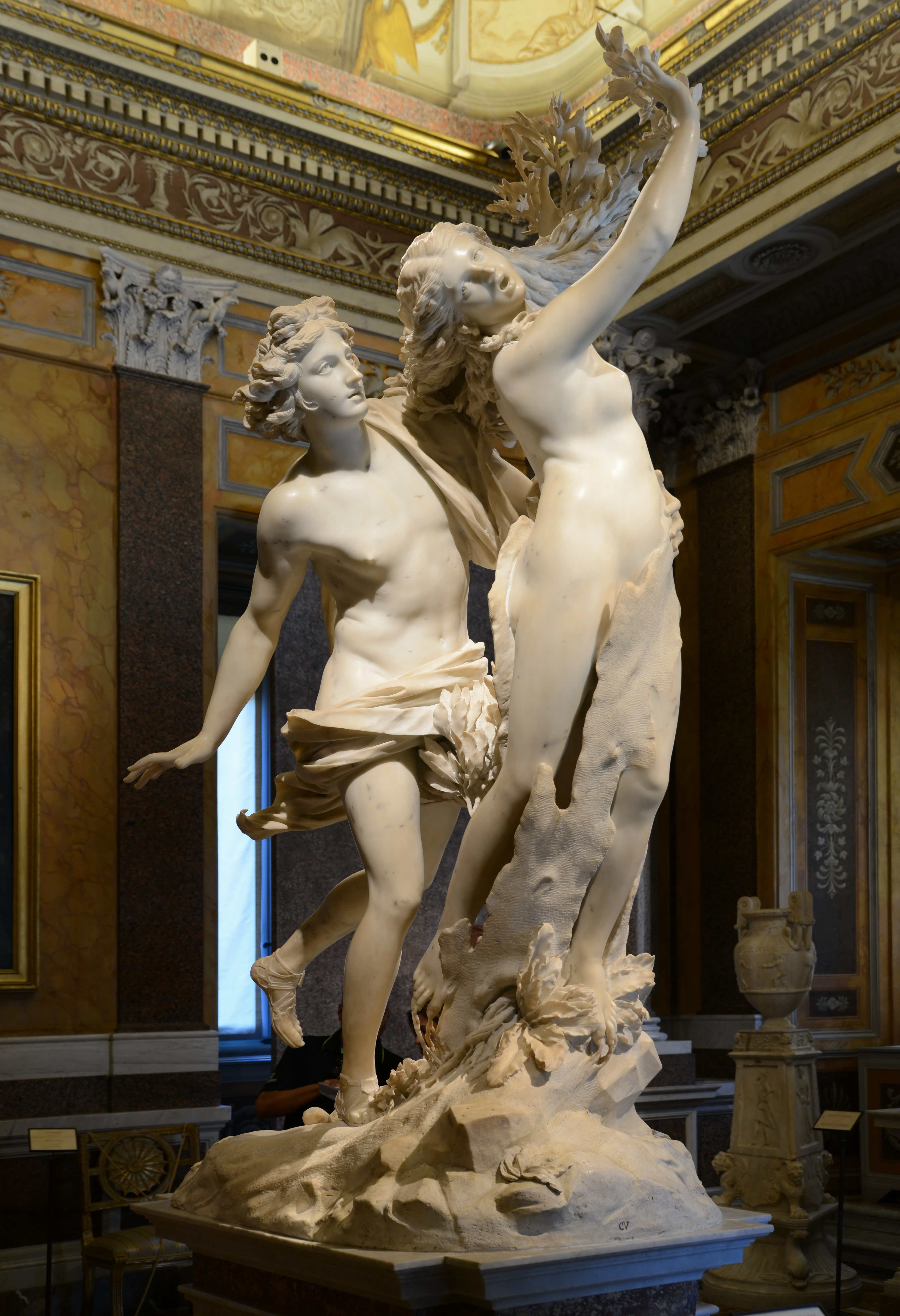
Apollon et Daphné (Le Bernin)
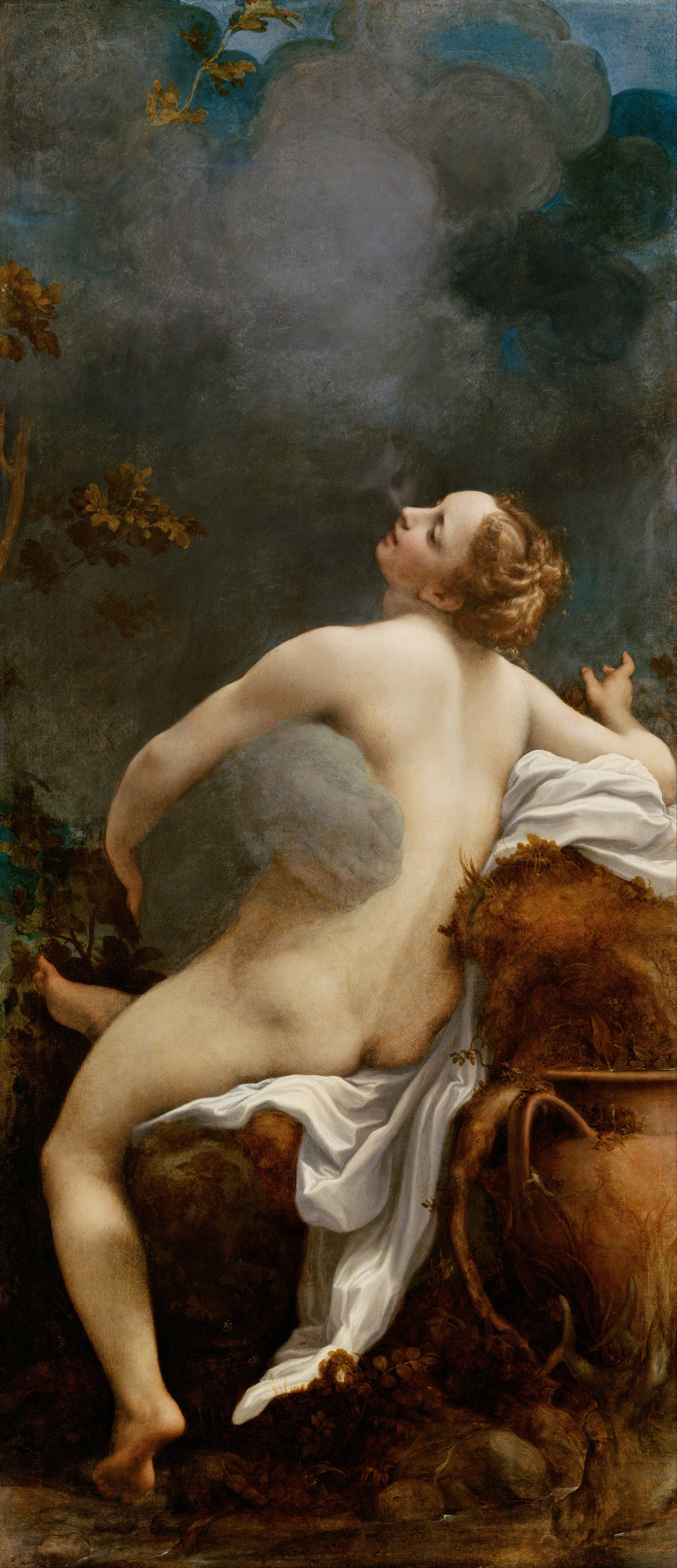
Jupiter et Io (Le Corrège)
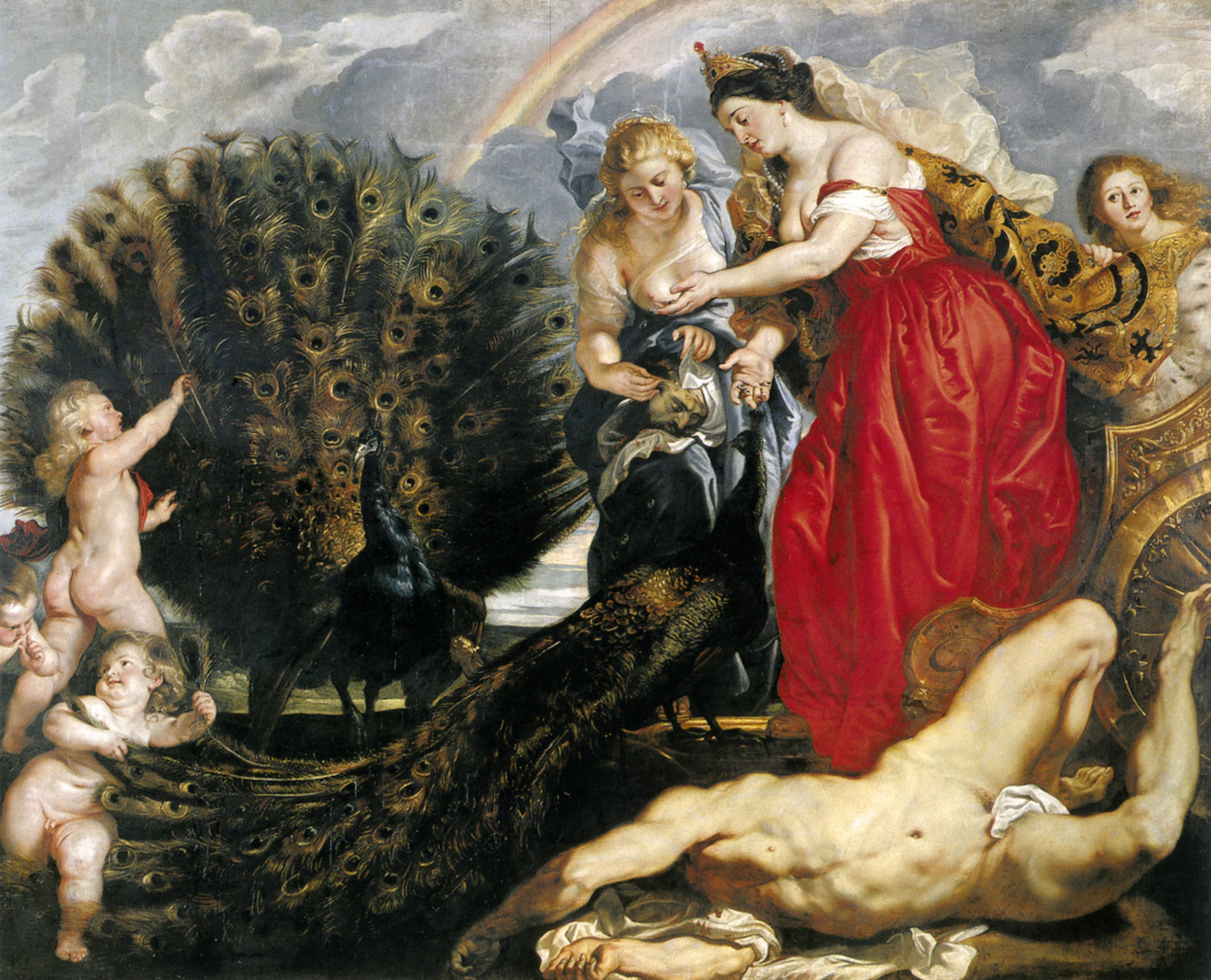
Junon et Argos (Pierre Paul Rubens)
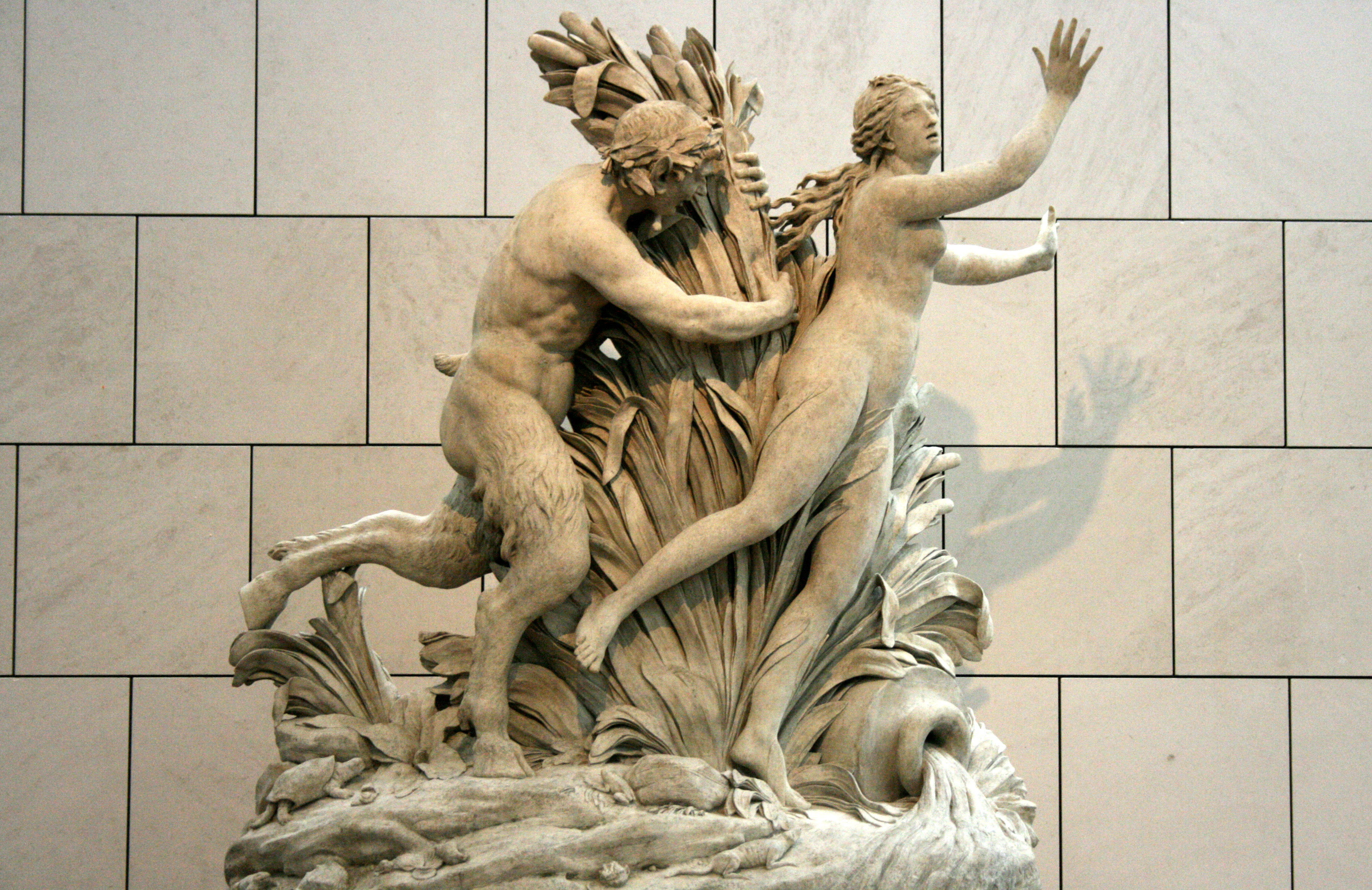
Pan et Syrinx (Gilles-Lambert Godecharle)
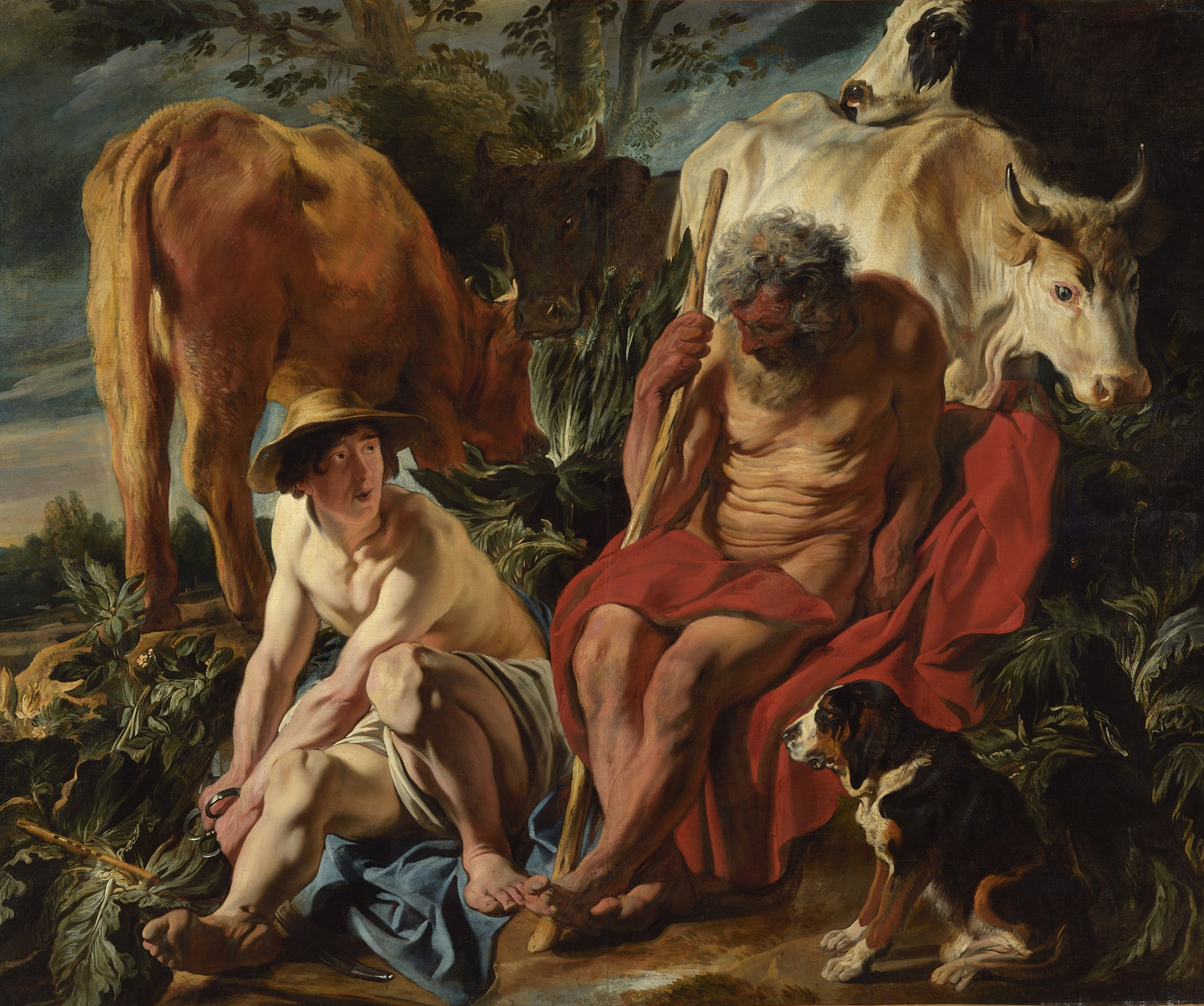
Mercure et Argos (Jacob Jordaens)
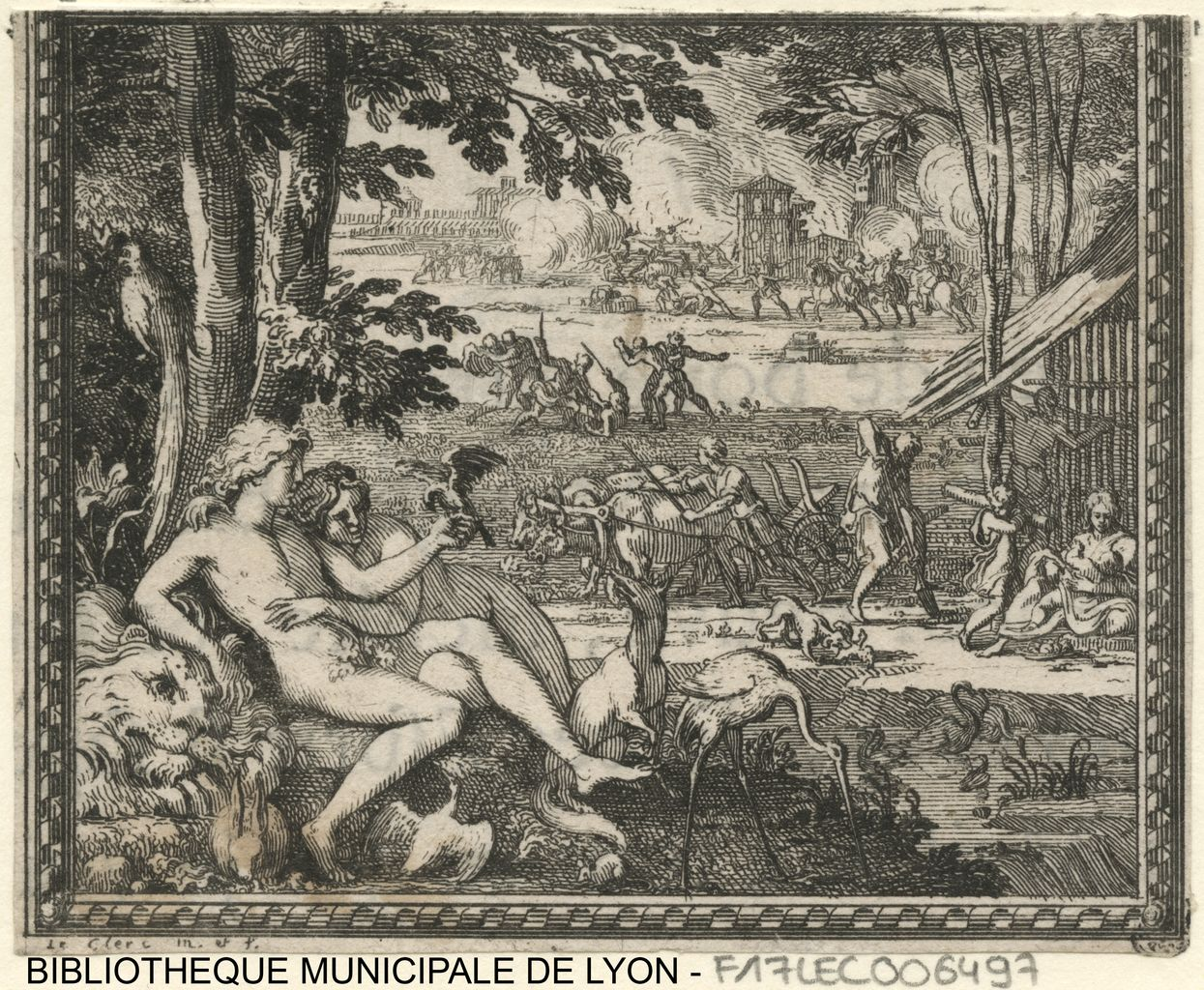
Les quatre âges du monde (Sébastien Lerclerc, pour Les Métamorphoses d'Ovide en rondeaux (1676))

### Livre II
| Mythe                      | Vers    | Résumé |
| -------------------------- | ------- | --- |
| Phaéton                    | 1-400   | Arrivé à la demeure de Phoebus - lequel est entouré des divinités du Temps - Phaéton lui demande, comme faveur, de pouvoir, un jour entier, conduire le « char de feu » (le char du soleil). Phoebus cherche à l'en dissuader, mais en vain. Phaéton s'élance alors sur le char mais perd presque aussitôt le contrôle. Le char descend vers la terre où tout est carbonisé. Pour éviter que tout retourne au chaos, Jupiter abat le char et le pilote. Phaéton est alors enterré en Hespérie où sa mère vient le pleurer. Ses sœurs, les Héliades, sont, de chagrin, transformées en arbres dont les branches saignent quand elles sont cassées (cf. Dante, Enfer). |
| Les Héliades               | 331-366 | Les Héliades sont les filles du dieu solaire Sol et de la nymphe Clyméné, et les sœurs de Phaéton. À la suite de la chute de ce dernier, les Héliades sont profondément affligées par la mort de leur frère, Phaéton, qui avait tenté de conduire le char solaire de leur père mais avait échoué, entraînant la destruction et la mort sur Terre. Phaéton est tombé du char et a péri foudroyé par Jupiter pour empêcher davantage de chaos. En deuil de leur frère, les Héliades sont si inconsolables qu’elles pleurent sa perte de manière intense et constante. Leur chagrin est si profond qu'elles sont transformées en peupliers (ou en aulnes) le long des rives du fleuve Éridan. Leurs larmes deviennent de l'ambre qui s'écoule de l'écorce des arbres. Ovide ne cite les noms que de deux d'entre elles. |
| Cygnus                     | 367-400 | Cygnus est le fils de Sthénélos, un roi de Ligurie. Cygnus était un guerrier courageux et puissant, célèbre pour sa force et son habileté au combat, qui a régné sur les peuples Ligures avant d’abandonner le pouvoir. Il a notamment participé à la guerre des Lapithes contre les Centaures. Lors de cette bataille, Cygnus se distingue par son courage et sa fureur combative. Il terrasse de nombreux ennemis et semble invincible. Cependant, lorsqu'il se bat contre le héros Achille, le fils de Pélée, il est finalement tué et transformé en cygne par les dieux pour commémorer son courage et sa noblesse. Continuant de chanter mélodieusement dans les eaux des lacs et des rivières, et notamment l’Éridan (fleuve Pô), il assiste à la chute de Phaéton, le frère des Héliades.                     |
| Jupiter et Callisto        | 401-530 | Jupiter, en allant réparer les dégâts causés par Phaéton sur la terre, aperçoit la nymphe Callisto, suivante de Phoebé (Diane). Il se transforme en cette dernière pour l'approcher, puis la viole. Plus tard, Callisto est chassée par Diane qui s'aperçoit qu'elle n'est plus vierge. Elle donne alors naissance à Arcas puis est métamorphosée en ourse par la jalouse Junon. |
| Arcas                      |         | Arcas, le petit-fils de Lycaon, rencontre un jour sa mère métamorphosée en ourse. Pris de peur, il veut la tuer mais Jupiter l'en empêche et les transporte tous deux au ciel et en fait des constellations voisines. Junon, dépitée, demande à Océan d'interdire à Callisto de se baigner dans ses eaux. |
| Apollon et Coronis         | 531-632 | Le corbeau, oiseau de Phoebus, découvre un jour l'infidélité de la belle Coronis envers son maître, et vole l'en avertir. Il est arrêté en route par la corneille qui cherche à l'en empêcher en lui racontant ses propres mésaventures (sa transformation en corneille pour avoir voulu dénoncer un méfait à Minerve). Le corbeau n'en veut rien savoir mais il subit l'ingratitude d'Apollon : ce dernier, à la suite de la dénonciation, a tué Coronis sans savoir que celle-ci était enceinte. Il sauve alors le fils de cette dernière et le porte à la grotte du centaure Chiron, « l'homme-cheval » (v. 633) et transforme le corbeau de blanc en noir. |
| Ocyrhoé                    | 633-675 | La fille du centaure, Ocyrhoé, qui sait l'avenir, arrive sur ces entrefaites et prophétise pour le nourrisson (« tu auras le pouvoir de restituer leur âme ôtée par la mort », v. 644-645, trad. D. Robert) et pour son père (« les dieux feront de toi un patient de la mort », v. 653, trad. D. Robert), puis est métamorphosée en jument. |
| Mercure et Battos          | 676-707 | En vain Chiron implore Mercure car ce dernier est en train de voler les génisses de Pylos. Le vieux Battus le voit et lui promet le silence contre une génisse. Revenu sous une autre forme, Mercure le transforme en pierre car Battus l'a trahi pour deux génisses. |
| Mercure, Hersé et Aglauros | 708-832 | Traversant les champs de Minerve, Mercure aperçoit les jeunes vierges qui lui sont dévolues. Il s'éprend de l'une d'elles, Hersé. Dans le temple de Minerve, il demande l'aide d'une des amies d'Hersé, Aglauros, contre de l'or. Minerve, furieuse de cette trahison, se rend chez l'Envie pour qu'elle infecte Aglauros. Ce que l'Envie fait. Aglauros se consume alors d'envie face au bonheur d'Hersé, puis se métamorphose en pierre noire. |
| Jupiter et Europe          | 833-875 | De retour chez son père, Mercure reçoit mission de mener les taurillons du pays de Sidon vers la rive. Ainsi Jupiter peut se transformer en taureau blanc pour enlever la belle Europe sur les flots. Ce qu'il fait. |

Les mythes du livre II dans les arts
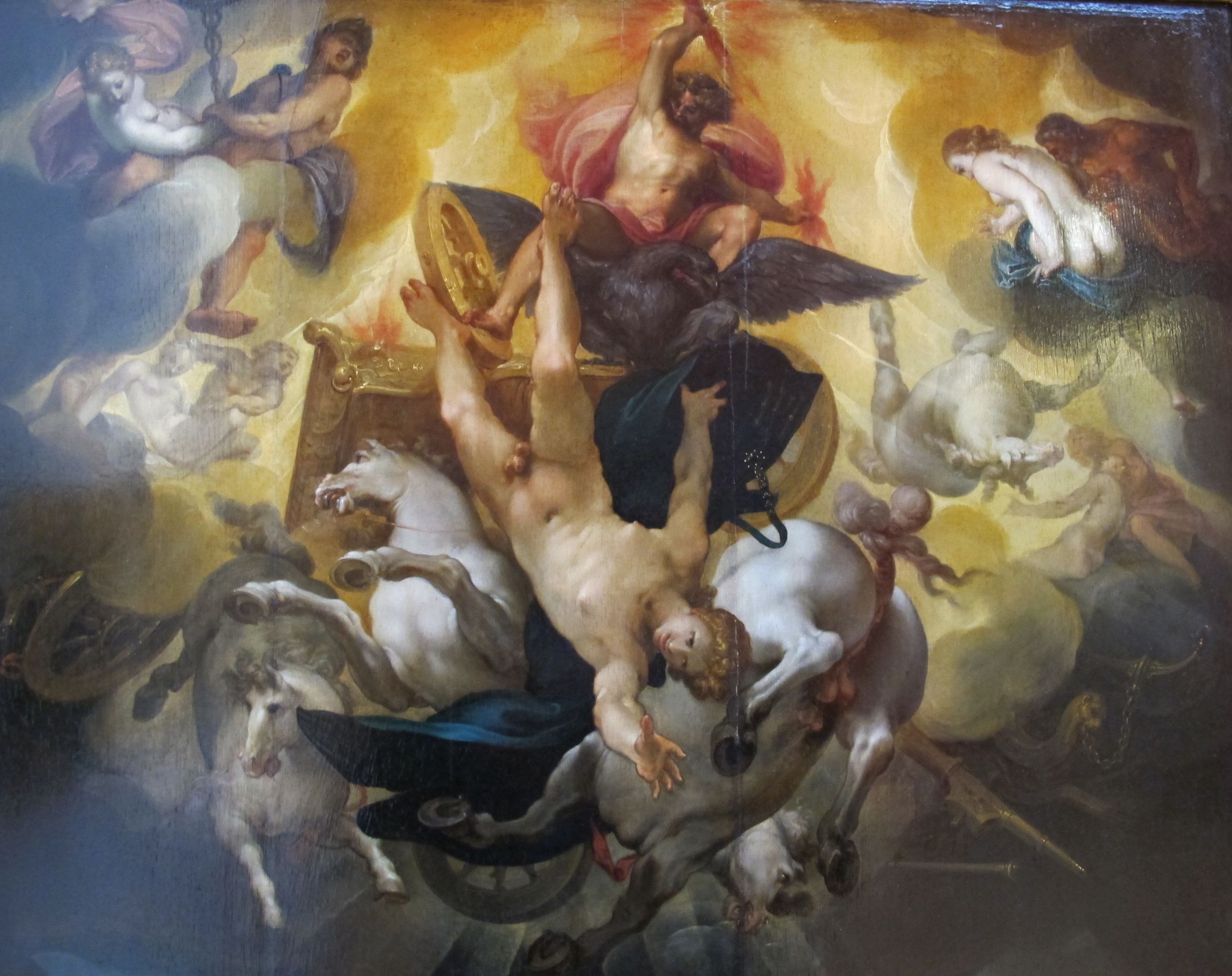
La chute de Phaéton (Josef heintz)
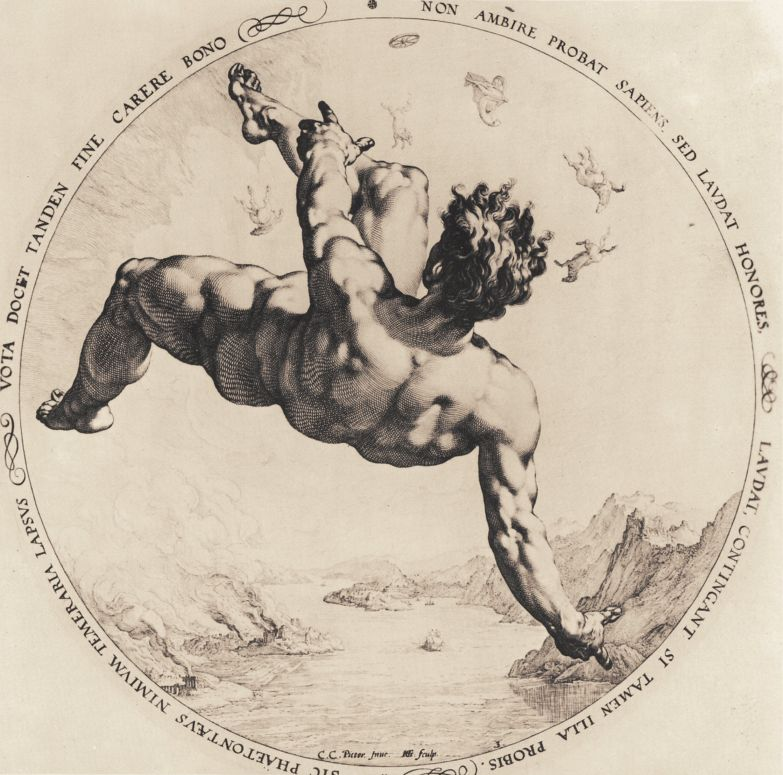
Phaéton (Hendrick Goltzius et Cornelis Cornelisz)
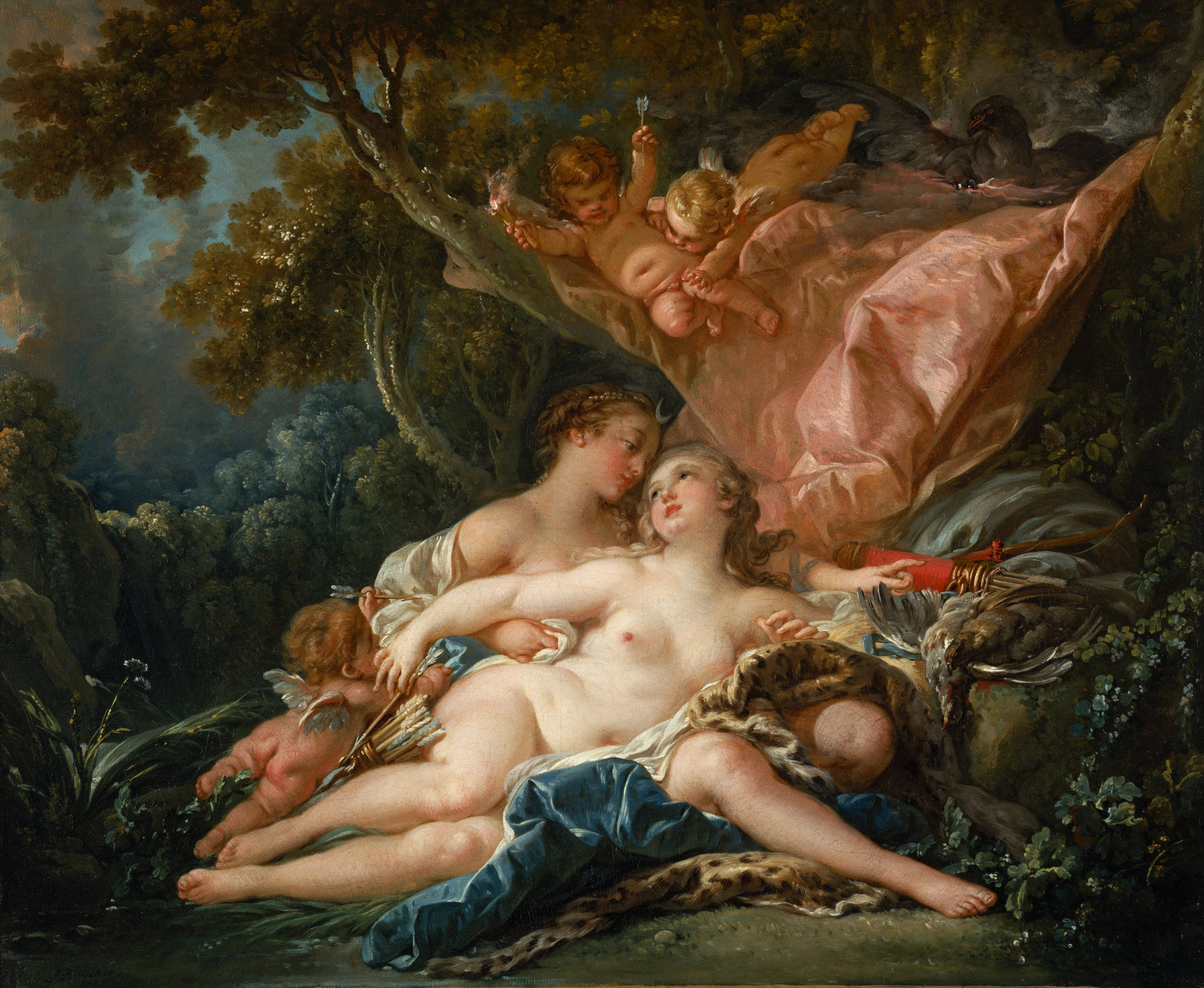
Callisto séduite par Jupiter (François Boucher)
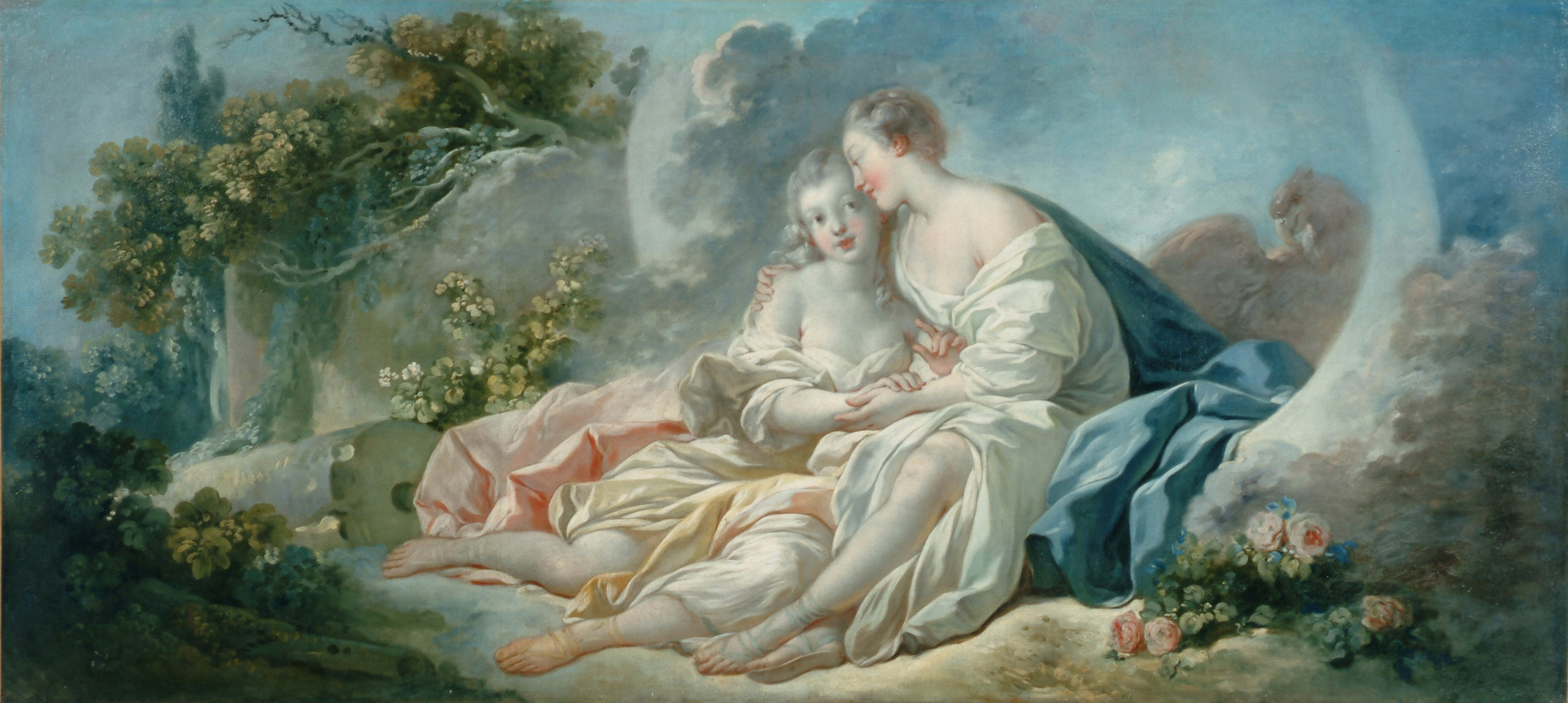
Jupiter et Callisto (Jean-Honoré Fragonard)
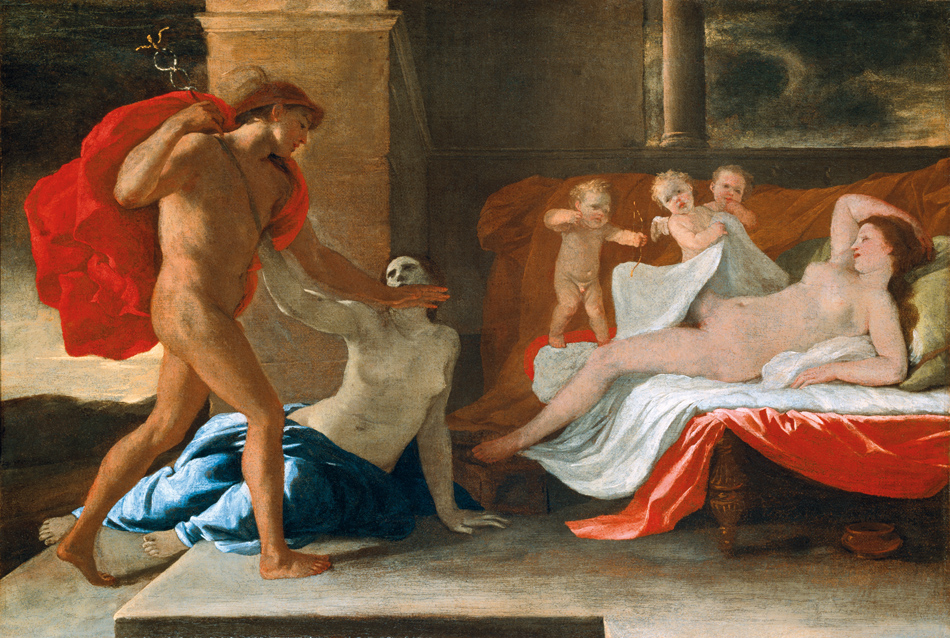
Mercure, Hersé et Aglaure (Nicolas Poussin)
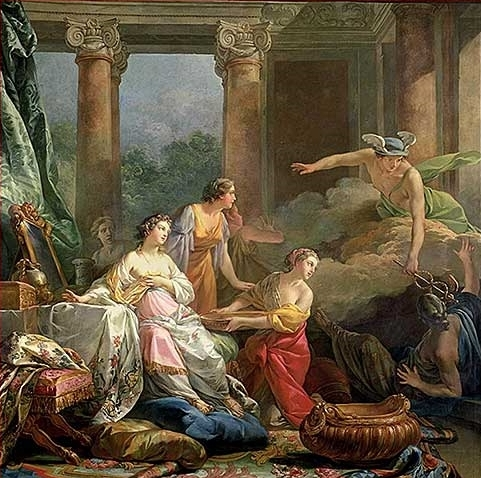
Mercure, Hersé et Aglaure (Jean-Baptiste-Marie Pierre)
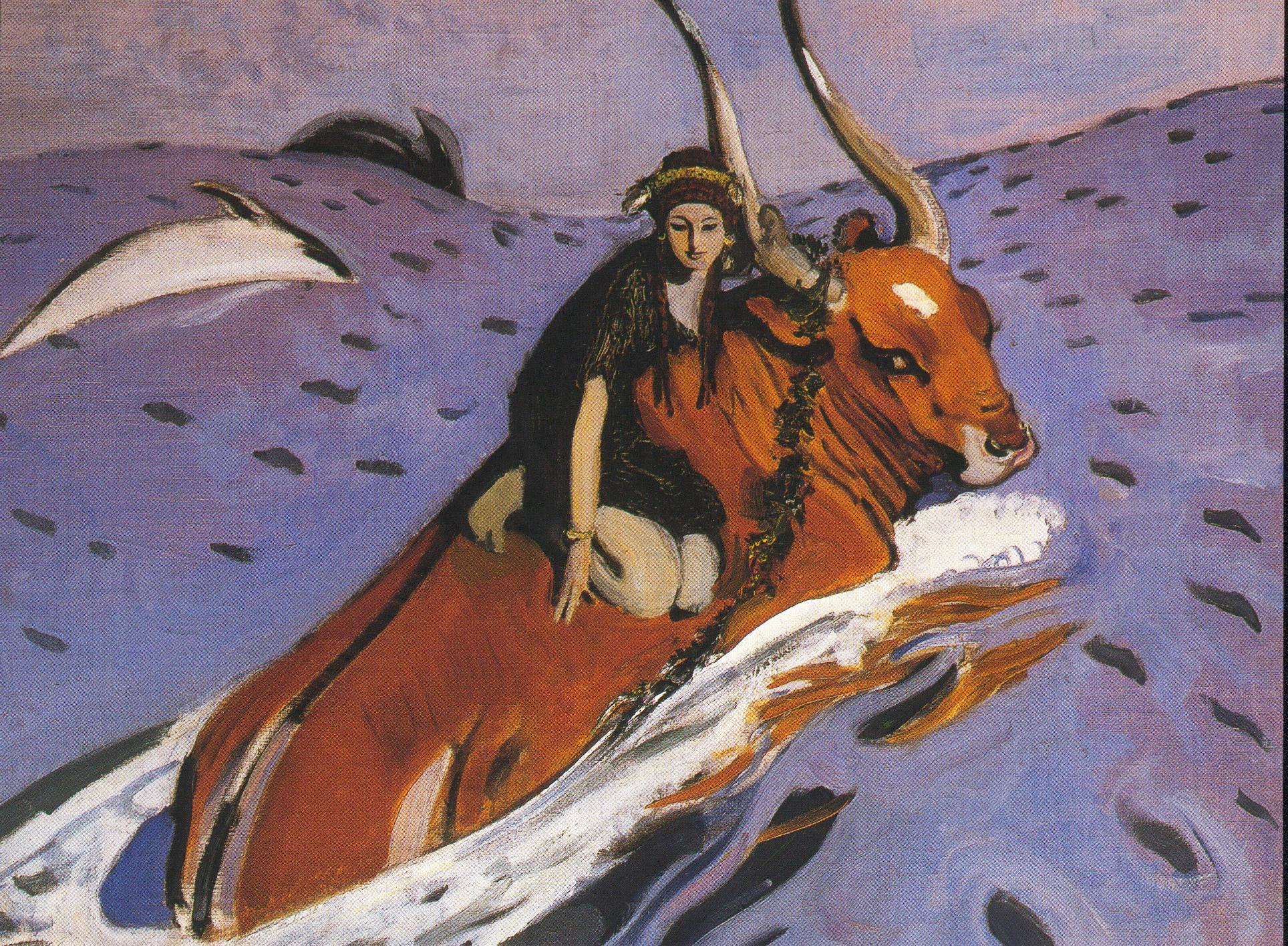
L'Enlèvement d'Europe (Valentin Serov)
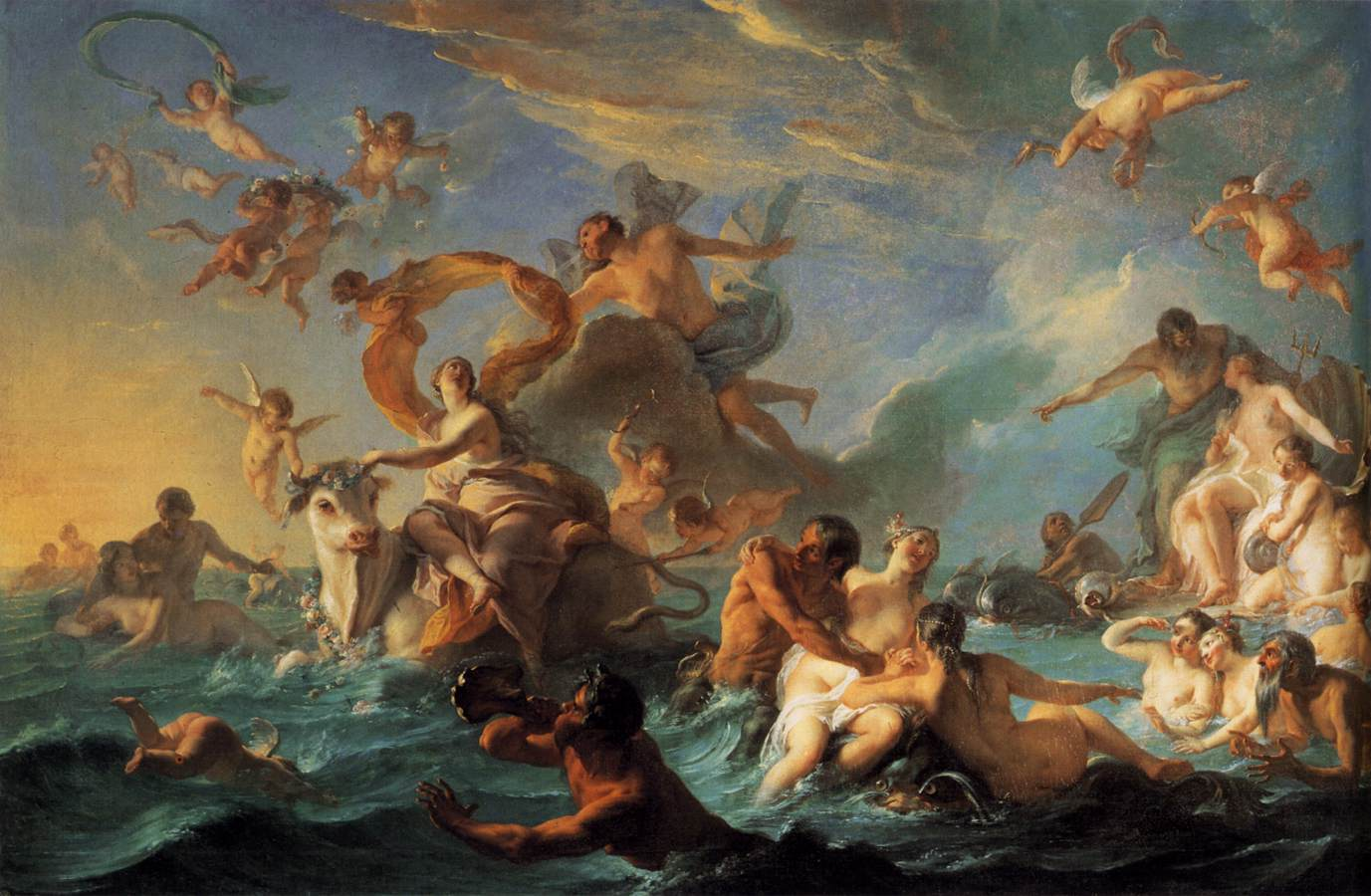
L'Enlèvement d'Europe (Noël-Nicolas Coypel)
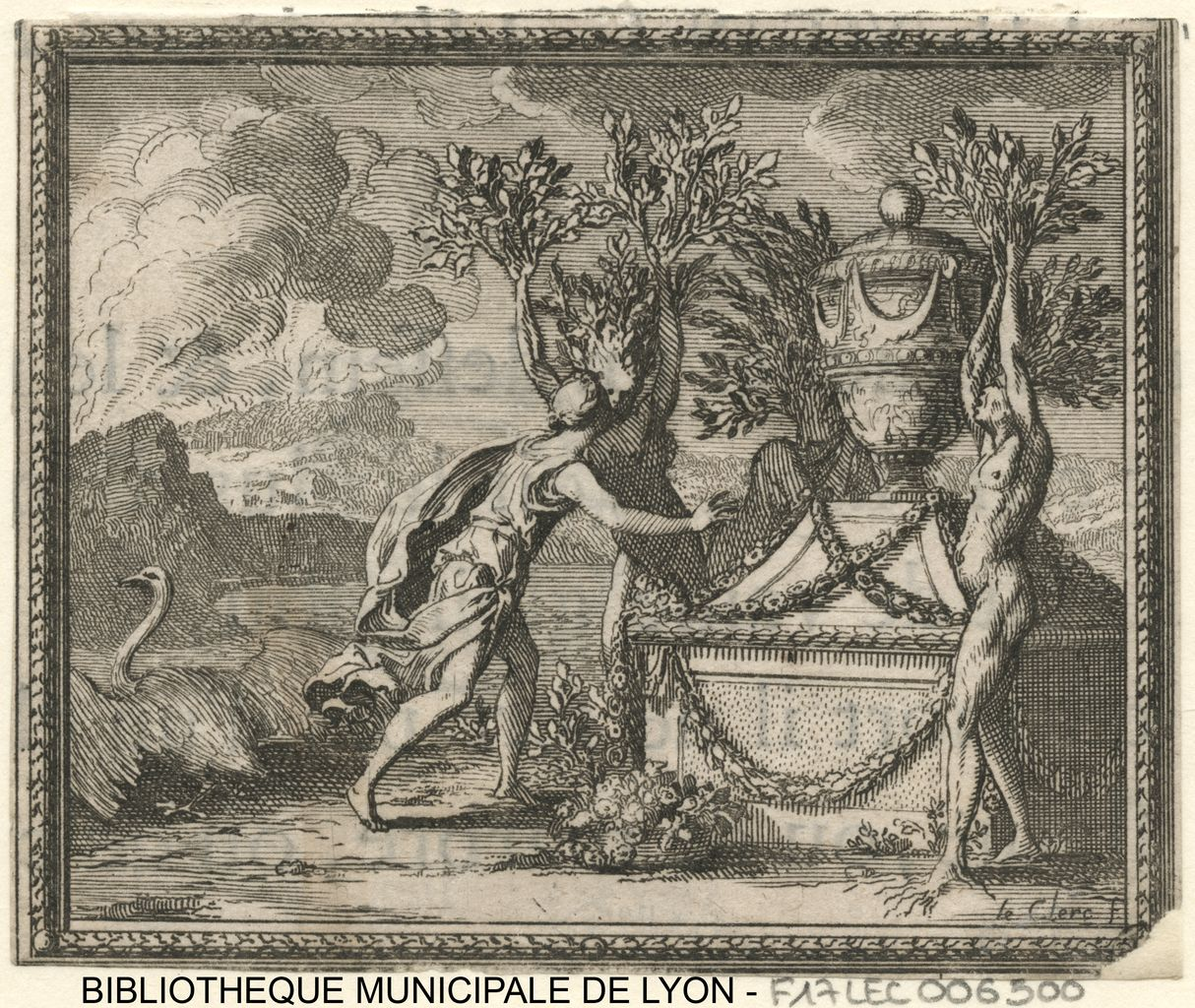
Les sœurs de Phaéton transformées en peupliers (Sébastien Leclerc, pour Les Métamorphoses d'Ovide en rondeaux (1676))

### Livre III
| Mythe                            | Vers              | Résumé |
| -------------------------------- | ----------------- | --- |
| Cadmus et la fondation de Thèbes | 1-137             | Le père d'Europe ordonne, sous peine d'exil, à son fils Cadmus de retrouver sa fille. Convaincu d'avance de son exil, Cadmus demande à Apollon son destin : trouver la génisse qui le conduira au lieu où fonder une nouvelle cité. Là il y combat et tue un dragon dont les dents plantées au sol deviennent les premiers habitants de Thèbes. |
| Diane et Actéon                  | 138-259           | Le petit-fils de Cadmus, Actéon, un jour qu'il chasse avec ses chiens, tombe par mégarde sur Diane prenant son bain nue. Pour le punir de son méfait, elle le métamorphose en cerf qui va être dévoré par ses propres chiens. |
| Vengeance de Junon contre Sémélé | 259-315           | Junon, heureuse du malheur arrivé à la famille de Cadmus — frère d'Europe — s'en prend à son autre fille, Sémélé, enceinte de Jupiter. Elle la convainc — métamorphosée en sa vieille servante — de demander à Jupiter, sous le sceau du serment, de la prendre comme Junon. Jupiter promet et s'avance la foudre à la main, ce qui tue Sémélé. Jupiter cependant coud le fœtus (= le futur Bacchus) dans sa cuisse jusqu'à la naissance de ce dernier. |
| Tirésias                         | 316-338           | Jupiter et Junon, en désaccord pour savoir qui de la femme ou de l'homme a la jouissance la plus forte, demandent à Tirésias de les départager car ce dernier a été sept années durant femme pour avoir dérangé le coït de deux grands serpents. Il prend le parti de Jupiter, ce pour quoi Junon le rend aveugle. En contrepartie, Jupiter lui offre le don de prescience.                                                                             |
| Narcisse et Écho                 | 339-510           | La première à user du don de Tirésias est Liriopé. la mère de Narcisse, à qui il est dit que son fils vivra vieux « s'il ne se connaît pas » (v. 347). À seize ans, après avoir repoussé tous ses prétendants dont Écho qui en devient simple voix, le beau Narcisse se voit dans une source et tombe amoureux de lui-même. Quand il le comprend, il meurt de désespoir et se métamorphose en narcisse.                                                 |
| Penthée, contempteur de Bacchus  | 511-564 ; 692-734 | Seul Penthée se moque des prédictions de Tirésias qui lui prédit d'être déchiqueté s'il n'honore pas Bacchus. Quand le dieu entre dans Thèbes, Penthée fait arrêter un fidèle de Bacchus, Acoetès, qui fait le récit de sa vie, ce pour quoi il n'obtient pas de grâce. Penthée, au moment de mettre à mort Acoetès, se métamorphose en sanglier et est démembré par sa propre mère et ses tantes.                                                      |

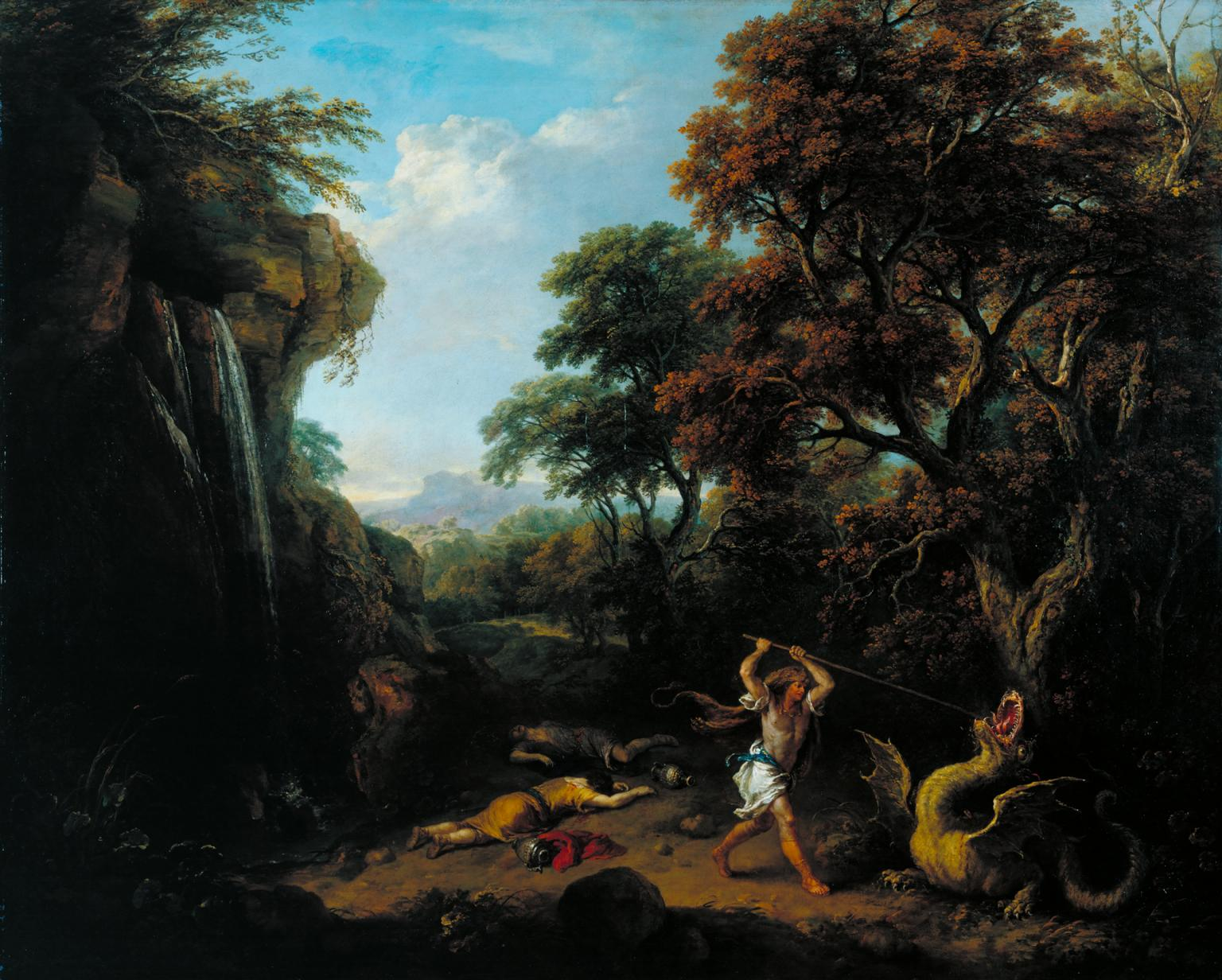
Cadmus tuant le dragon (Francesco Zuccarelli)
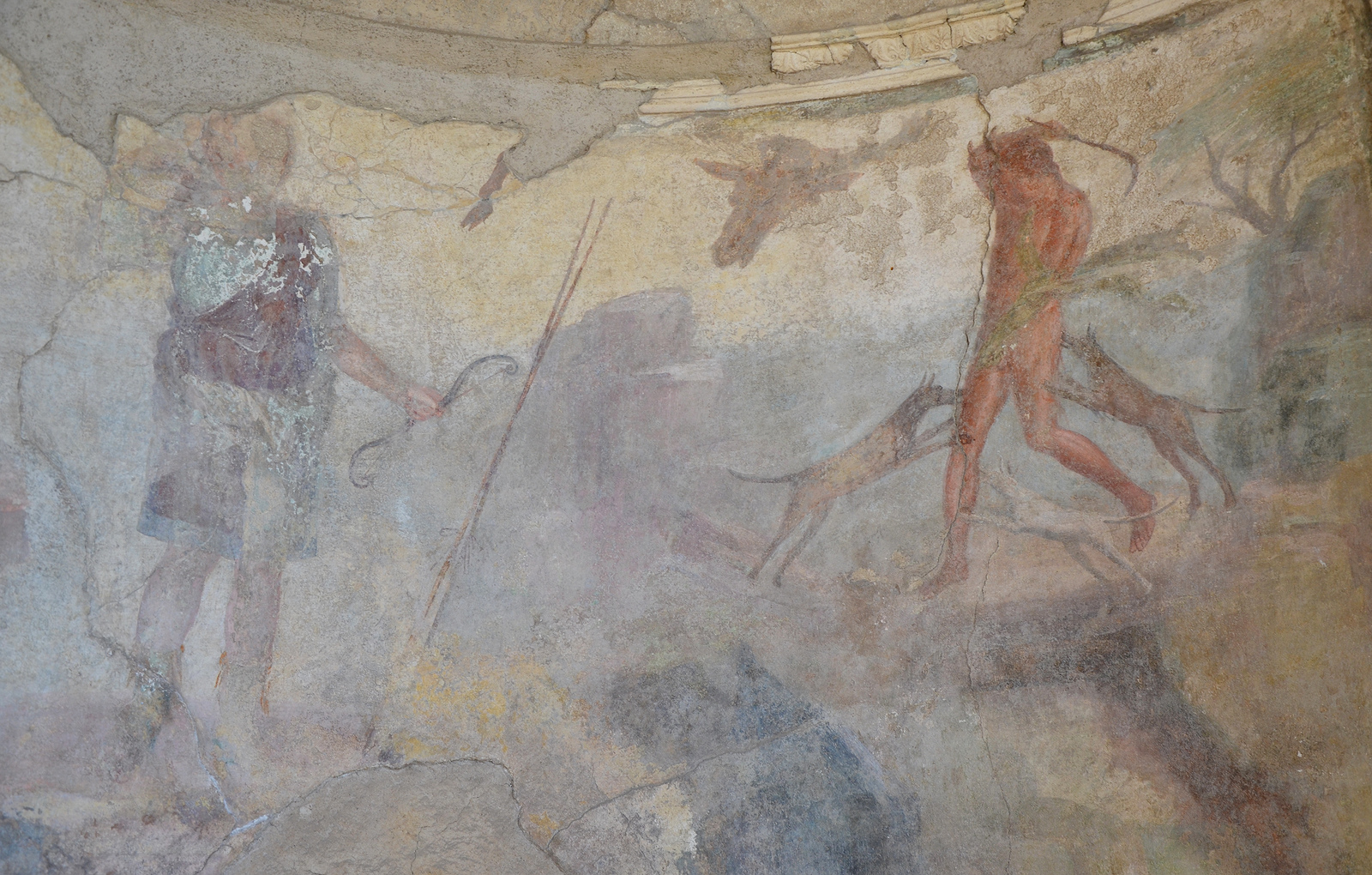
Diane et Actéon (Pompéi, maison de Ménandre)
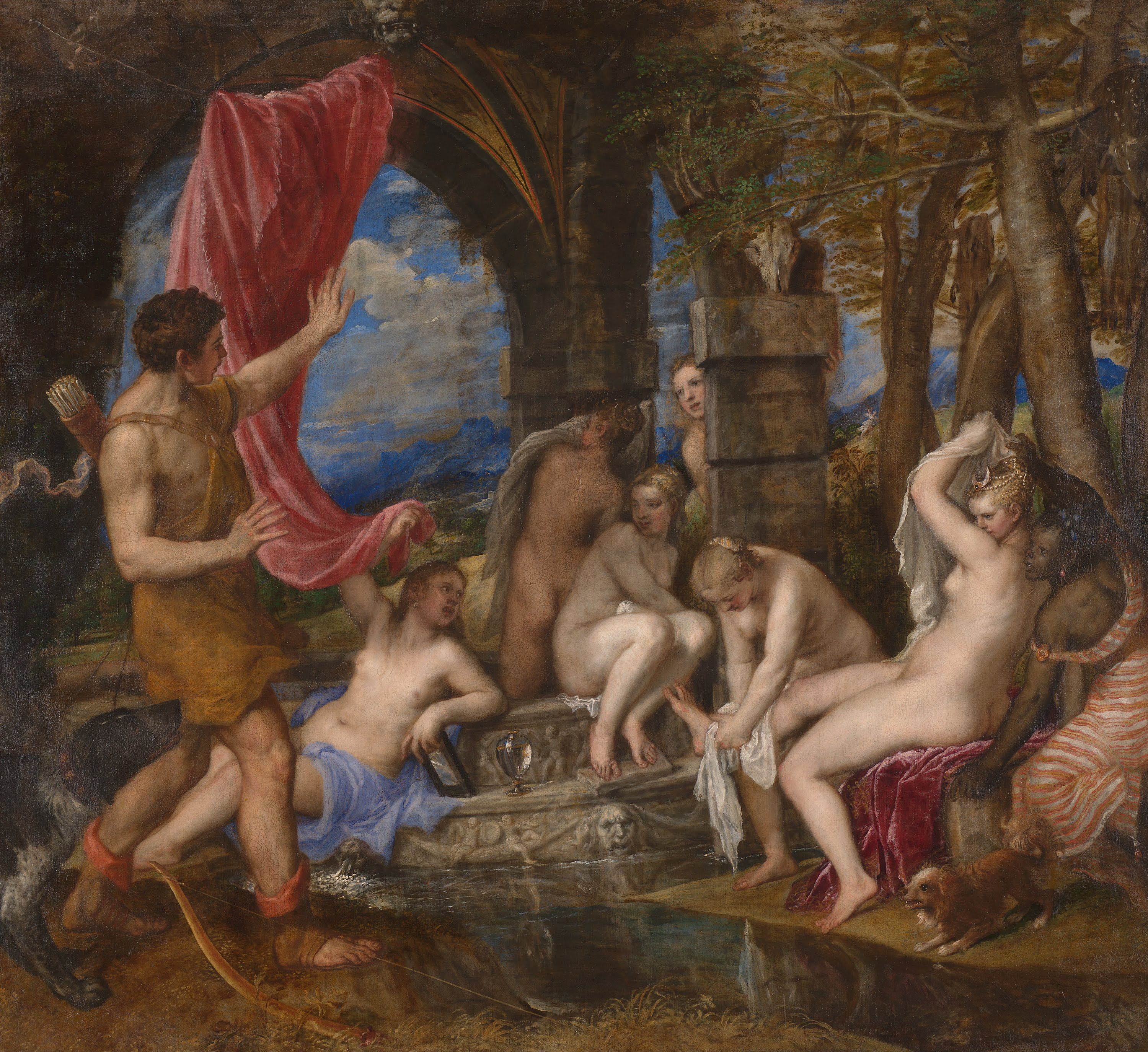
Diane et Actéon (Titien)
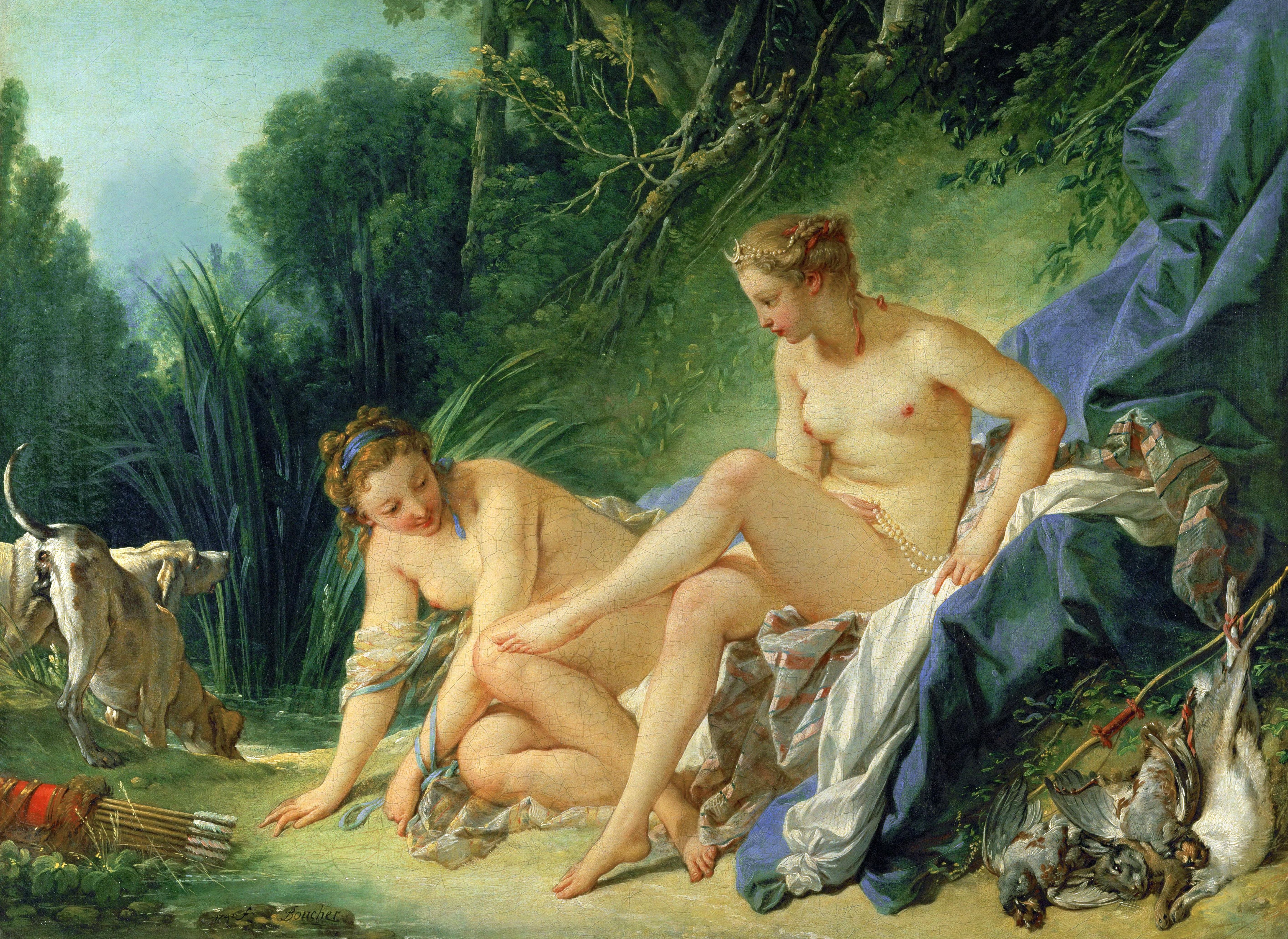
Diane sortant du bain (François Boucher)
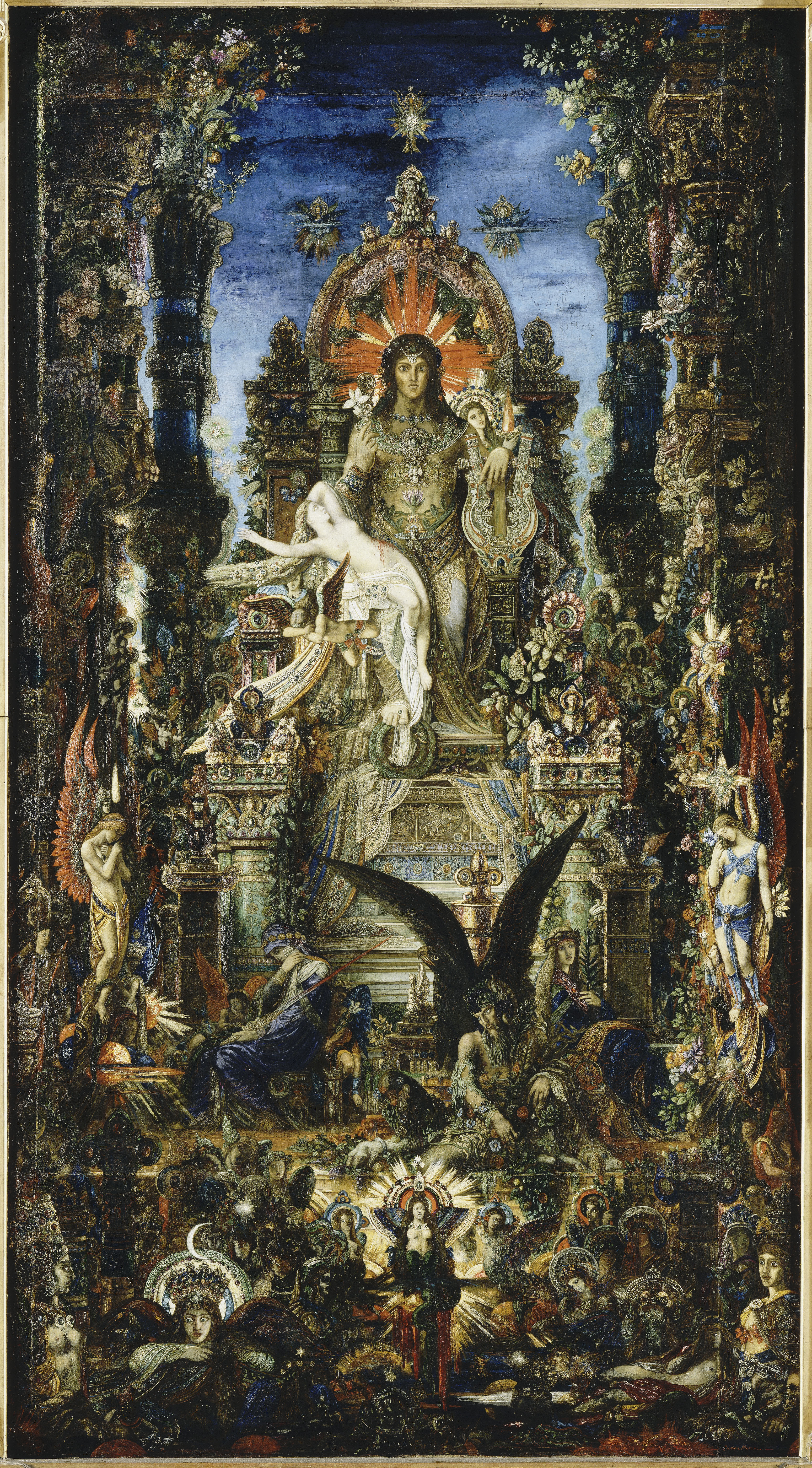
Jupiter et Sémélé (Gustave Moreau)
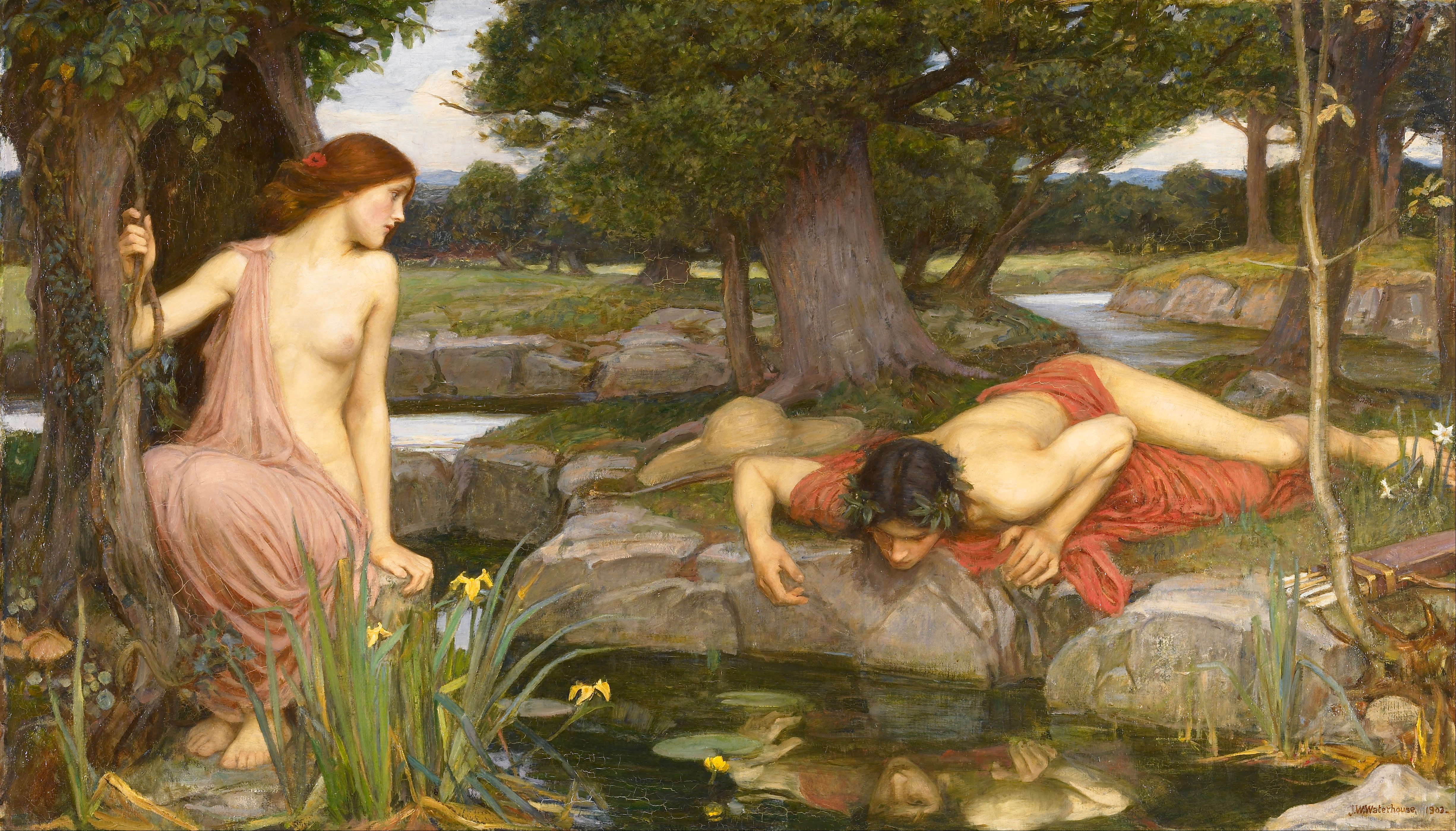
Echo et Narcisse (John William Waterhouse)
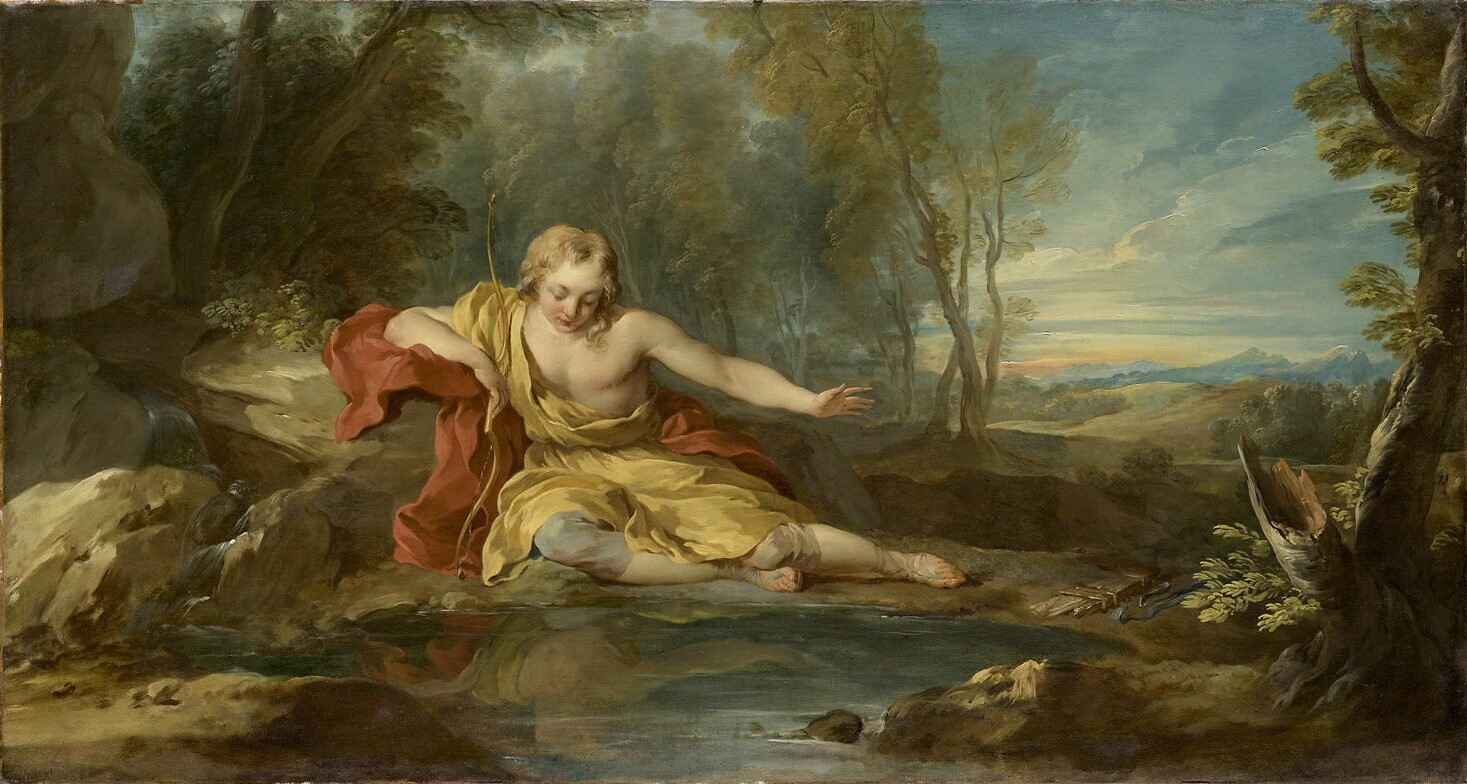
Narcisse contemplant son reflet (François Lemoyne)

### Livre IV
| Mythe                               | Vers    | Résumé |
| ----------------------------------- | ------- | --- |
| Les filles de Minyas                |         | À Thèbes, les filles de Minyas refusent d'interrompre leur travail de filage pour honorer Bacchus. Elles se racontent des histoires pour passer le temps. |
| Pyrame et Thisbé                    | 55-166  | Pyrame et Thisbé s'aiment depuis l'enfance, mais leurs parents s'opposent à leur mariage. Les deux amants décident de s'enfuir et se donnent rendez-vous, une nuit, sous un mûrier blanc. Thisbé arrive d'abord mais doit se cacher dans une grotte à cause d'une lionne à la gueule ensanglantée qui déchiquète le voile que Thisbé a laissé tomber. Pyrame arrive et, voyant le voile, se tue d'un coup d'épée. Le sang qui gicle éclabousse de noir les mûres. Thisbé arrive et se tue aussi. Les mûres resteront noires. |
| Mars, Vénus et Vulcain              | 169-189 | Le dieu du Soleil (Apollon) ayant supris l'adultère de Mars et Vénus l'a rapporté à Vulcain, l'époux de Vénus. Ce dernier les a piégés, pour se venger, pendant leurs ébats amoureux avec un filet invisible, leur infligeant la risée des autres dieux. |
| Apollon et Leucothoé                | 190-255 | À son tour, Vénus se venge du Soleil en lui inspirant une folle passion pour la jeune Leucothoé : Apollon, oubliant son amour pour Clytie, s'introduit auprès de Leucothoé sous les traits de sa mère pour abuser d'elle. |
| Apollon et Clytie                   | 256-270 | Clytie raconte la chose au père de Leucothoé qui la punit en l'ensevelissant sous un tas de sable. Apollon, désespéré, ne peut que la métamorphoser en arbre à encens. Quant à Clytie, son désespoir la fait dépérir et elle est changée en héliotrope. |
| Salmacis et Hermaphrodite           | 285-388 | Alors qu'Hermaphrodite, réputé exceptionnellement beau, se baigne dans une source de Carie, Salmacis, nymphe de la source, s'éprend de lui. Tombée follement amoureuse et ne pouvant se contenir, elle étreint le jeune homme contre elle, puis tout en tentant d'abuser de lui, celle-ci implore dieux et déesses d'unir leurs corps pour toujours. Son vœu est exaucé et tous deux ne forment plus qu'un seul être, bisexué, à la fois mâle et femelle. Il est dès lors pourvu des deux sexes. |
| Les filles de Minyas                | 389-415 | Les filles de Minyas cessent de raconter leurs histoires. Pour se venger d'elles Bacchus les punit en verdissant leur laine et leur maison, puis en brulant leur demeure. Elles sont ensuite transformées en oiseaux nocturnes, les Vespérides. |
| Junon, Ino et Athamas               | 416-542 | Ino, tante de Bacchus et sœur de Sémélé, est mariée à Athamas. Junon est jalouse du bonheur d'Ino, elle veut se venger de Sémélé, amante de Jupiter, et de Bacchus, pour le mal qu'il a répandu. Junon descend aux enfers rencontrer les Erinyes, vengeuses des crimes familiaux. Tisiphone, l'une d'elles, promet à Junon de la venger, elle lance sur Ino et Athamas des poisons qui égarent leur raison. Athamas dans sa folie prend sa femme pour une lionne et son fils Léarque pour un lionceau et le tue. Junon est réjouit de s'être vengée de la femme qui a pris soin de Bacchus dans son enfance. Ino monte sur un rocher avec le fils qui lui reste avant de se jeter et de se tuer. Venus, grand mère d'Ino, demande à Neptune de les changer en dieux, ce qu'il fait. Les compagnes d'Ino maudissent Junon, celle ci les transforment en pierres et en oiseaux. Cadmus, père d'Ino, quitte Thèbes à cause des malheurs qui lui arrivent et va habiter en Illyrie. Il demande aux dieux de le changer en serpent si ses malheurs lui viennent du serpent qu'il a tué avant de fonder la ville de Thèbes. il est métamorphosé en serpent. Sa femme Hermione est changée en serpent avec lui. |
| Les enfers                          | 434-463 | Dirigés par Pluton, frère de Jupiter et de Neptune, les Enfers (également connus sous le nom de Hadès), sont le royaume souterrain des morts, un lieu sombre et inhospitalier où les âmes des défunts résident pour l'éternité. Pluton règne sur ce royaume avec son épouse Proserpine, la fille de Cérès. Le royaume est divisé en plusieurs sections, chacune avec ses propres caractéristiques et destinées. Les Champs-Élysées sont un paradis où résident les âmes des héros et des justes et où règne une éternelle félicité. À l'opposé, le Tartare est un lieu de tourments éternels réservé aux plus grands criminels et aux Titans déchus. Les fleuves Styx, Achéron, Léthé, Phlégéthon et Cocyte coulent à travers ce royaume, chacun représentant un aspect différent de la mort ou de l'oubli. Les morts y sont souvent guidés par le dieu Mercure, le messager des dieux, ou par Charon, le passeur des âmes, qui transporte les âmes des défunts à travers le fleuve Styx vers le domaine de Pluton. Les âmes des défunts peuvent être soumises à divers châtiments éternels, comme c’est le cas du roi Tantale, condamné à un supplice perpétuel consistant à être plongé jusqu'au cou dans un lac, avec des fruits délicieux suspendus au-dessus de sa tête, mais qui s'éloignent dès qu'il tente de les saisir. Sisyphe est condamné à rouler éternellement un rocher jusqu'au sommet d'une colline, seulement pour le voir retomber avant d'atteindre le sommet. Les Danaïdes quant à elles sont condamnées à remplir éternellement un tonneau percé, pour avoir tenté d’assassiner leurs époux.                                              |
| Persée et Andromède, Méduse, Pégase | 167-273 | Le roi Polydecte, épris de la mère de Persée et souhaitant se débarrasser de son fils, avait ordonné à Persée de lui rapporter la tête de Méduse, la seule des trois Gorgones à être mortelle. Persée, aidé des dieu, accepte le défi malgré la réputation terrifiante de Méduse, dont le regard peut pétrifier quiconque le croise. Minerve lui offre un bouclier poli comme un miroir, Mercure lui donne des sandales ailées pour voler, et les nymphes lui fournissent une sacoche magique pour transporter la tête de Méduse après l'avoir tranchée. Armé de son bouclier, il se faufile silencieusement dans l’antre sombre des Gorgones, jusqu'à Méduse, évitant les regards de ses sœurs qui sont immortelles. En utilisant le reflet de son bouclier comme miroir, Persée parvient à voir Méduse sans être pétrifié. Il attend le bon moment, puis, d’un mouvement rapide et précis, il dégaine son épée et tranche la tête de la Gorgone. À la mort de Méduse, deux créatures ailées, Pégase, le cheval ailé, et Chrysaor, un géant armé d'une épée d'or, naissent de son corps. À la suite de son triomphe, Persée s'élance dans les airs tenant la tête de Méduse, lorsqu'il aperçoit la pauvre Andromède, enchaînée à des rochers et en proie au monstre marin Cetus. Il s'empresse de la sauver. |
| Tityos                              | 457-458 | Elara, fille de Minyas, était enceinte de Jupiter. Ce dernier, redoutant la jalousie de son épouse Junon, cacha Elara dans les gouffres de la terre. Et c'est de la terre, que jaillit leur progéniture, Tityos, un géant monstrueux. Ensuite, c'est Léto, elle aussi enceinte de Jupiter, qui met au monde Diane et Apollon. Pour se venger, Junon inspira au monstre Tityos de violer Léto. Cette dernière fut sauvée par Jupiter qui foudroya le monstre et l'enfouit aux Enfers où deux aigles lui mangeaient le foie. |
| Tantale                             | 458-459 | Junon, jalouse du bonheur d'Ino et d'Athamas, désire les punir. Elle se rend donc aux Enfers où elle rencontre les damnés dont fait partie Tantale. Ce dernier est condamné à subir la faim et la soif ; Il ne peut ni atteindre les fruits de l'arbre au-dessus de sa tête, ni boire l'eau de la rivière qui s'assèche. |
| Sisyphe                             | 460     | À Corinthe, le rusé Sisyphe possède un important troupeau de bêtes, convoité par son voisin, Autolycos, fils de Mercure. Ce dernier, ayant hérité de l’art de son père de dérober sans jamais être pris, vole toutes les nuits des bêtes à Sisyphe, en les métamorphosant. Mais Sisyphe, ayant remarqué la diminution de son troupeau, décide de graver son monogramme sous le sabot de ses bêtes. Le lendemain, il retrouve leurs empreintes sur la route menant à l’étable d’Autolycos. Pour se venger, il s’introduit dans la maison du voleur et commet son premier méfait : il viole la fille d’Autolycos, Anticlée. Par la suite, Sisyphe dénonce l’adultère de Jupiter qui, métamorphosé en aigle, avait enlevé la belle Égine, fille du dieu-fleuve Asopos. En échange d’une source d’eau éternelle, Sisyphe révèle à Asopos où se trouve sa fille, qui parvient à la débarrasser de Jupiter. Ce dernier, furieux, envoie Thanatos, dieu de la Mort, punir Sisyphe. Mais le malin Sisyphe parvient à enchainer Thanatos, qui ne peut plus réguler la population en envoyant des morts aux Enfers. Jupiter envoie alors Mars délivrer Thanatos et emmener le traitre au Tartare. Ayant préalablement convaincu sa femme de ne pas lui faire de sépulture adéquate, Sisyphe parvient à convaincre Pluton, le dieu des Enfers, de le laisser remonter chez les vivants pour corriger cette erreur. Revenu sur terre, il refuse de retourner dans le royaume des morts. La punition finale tombe : pour avoir osé défier les dieux, Sisyphe est condamné à devoir rouler un énorme rocher au sommet d’une montagne, de laquelle il retombe systématiquement. |
| Ixion                               | 461     | Ixion tourne sur sa roue, condamné à se poursuivre et à se fuir, pour avoir osé désirer posséder Junon (Héra). En effet, Ixion, ancien roi de Thessalie et réputé pour sa grande beauté et sa richesse, était l'hôte de Jupiter mais sa nature impie le poussa à commettre un acte terrible : un jour, il développa une passion obsessionnelle pour Junon, la femme de Jupiter. Dans un acte de folie et de défi envers les dieux, il tenta de séduire et violer Junon. Jupiter, indigné par son comportement sacrilège, décida de le punir sévèrement. Condamné à être attaché à une roue enflammée, depuis appelée "Roue d'Ixion", il roule éternellement dans les abysses des Enfers. |
| Danaïdes                            | 462-463 | Les Danaïdes sont les cinquante filles de Danaos, frère d’Égyptos. Égyptos qui s’était emparé de l’Égypte, propose à son frère d’unir les Danaïdes à ses fils (au nombre de cinquante également) afin d’éviter une guerre de succession. Danaos accepte, avant de consulter un oracle qui lui révèle que les fils d’Égyptos ont l’intention de tuer ses filles après leurs noces. Ce dernier s’enfuit alors avec ses filles en Argolide, jusqu’à la ville d’Argos dont il devient le roi. Mais les fils de son frère Égyptos les poursuivent et contraignent les Danaïdes à les épouser, sans quoi ils menacent d’assiéger Argos. Danaos ordonne alors à ses filles d’assassiner leurs futurs époux pendant leur sommeil, en leur transperçant le cœur avec une épingle cachée dans leurs cheveux. Toutes respectent l’ordre de leur père, sauf Hypermnestre qui épargne son cousin et époux Lyncée et l’aide à échapper au massacre. Ce dernier revient venger ses frères en tuant Danaos et ses quarante-neuf filles meurtrières. Les Danaïdes sont alors envoyées aux Enfers et précipitées dans le Tartare, condamnées à remplir éternellement un tonneau percé. |
| Cadmos et Harmonie                  | 563-603 | Cadmos était un prince phénicien, fils du roi Agenor et de la reine Téléphassa. Un jour, Jupiter enleva sa sœur Europe, ce qui plongea Cadmos dans une quête désespérée pour la retrouver. Il partit à sa recherche accompagné de ses frères, mais malgré leurs efforts, ils ne purent jamais retrouver Europe. Au cours de sa quête, Cadmos reçut l'oracle de Delphes lui ordonnant de ne pas chercher Europe mais de suivre une vache blanche qu'il rencontrerait et de fonder une ville où elle se reposerait. Cadmos obéit à l'oracle et finit par retrouver la vache près de l'endroit où se trouve la ville de Thèbes. Cadmos sacrifia la vache à Minerve, puis, suivant les conseils de la déesse, sema les dents du dragon qu'il avait tué pour s'en servir comme graines. De ces dents jaillirent des guerriers armés, les Spartes. Après un combat sanglant, cinq des Spartes survécurent et aidèrent Cadmos à fonder la ville de Thèbes. Cadmos épousa Harmonie, la fille de Mars et de Venus, scellant ainsi une alliance entre les dieux et les hommes. Cependant, leur bonheur fut de courte durée. Les dieux, jaloux de leur bonheur, les punirent cruellement. Tous leurs enfants, sauf un, périrent tragiquement : Polydore et ses frères furent tués par des serpents envoyés par Junon, et leurs filles furent condamnées à un destin funeste. Finalement, Cadmos et Harmonie, accablés par le chagrin, furent transformés en serpents et envoyés aux Enfers. |
| Jupiter et Danaé                    | 610-611 | Danaé était une princesse, fille d'Acrisios, le roi de la ville d’Argos. Un jour, l'oracle d'Acrisios lui annonça qu'il serait tué par son petit-fils. Pour empêcher cette prophétie de se réaliser, Acrisios fit enfermer Danaé dans une tour d'airain, loin des hommes. Cependant, Jupiter, le roi des dieux, tomba amoureux de Danaé et, sous la forme d'une pluie d'or, réussit à pénétrer dans la tour et à s'unir à elle. De cette union naquit un fils, Persée, qui deviendra plus tard l'un des plus grands héros de la mythologie grecque. Lorsque le roi Acrisios découvrit la naissance de Persée, il craignit que la prophétie ne se réalise malgré ses précautions. Il fit alors jeter Danaé et Persée à la mer dans un coffre, espérant les voir périr en mer. Cependant, le coffre échoua sur l'île de Sérifos, où Danaé et Persée furent secourus par le pêcheur Dictys. |
| Persée et Atlas                     | 626-662 | Au cours de ses voyages, Persée fait un arrêt dans la région de l'Hespérie, au royaume d'Atlas. Cherchant du repos, il erre dans le royaume abondant et découvre un verger abritant des arbres aux fruits d'or. Persée demande l'hospitalité au géant Atlas en lui rappelant qu'il est le fils de Jupiter. Cependant, le roi Atlas se souvenait d'un ancien oracle, qui lui avait prédit la dépouille de ses fruits d'or par un fils de Jupiter. Craignant cette issue, Atlas avait entouré ses vergers de murs solides, et avait confié la garde à un dragon. Face au roi peu accueillant et réticent, Persée, se sentant menacé, brandit la face de Méduse en direction d'Atlas. Ce dernier devint un mont aussi haut qu'il était grand. Sa barbe et ses cheveux se transformèrent en forêts, ses épaules et ses mains en crêtes. C'est ainsi que le ciel tout entier avec ses astres repose sur lui. |
| Persée et Andromède                 | 663-768 | Persée est un héros grec connu pour ses exploits héroïques. Il est le fils de Danaé, une princesse de la ville de Argos, et de Jupiter, le roi des dieux. Andromède, quant à elle, est une princesse éthiopienne, fille de Céphée et de Cassiopée, roi et reine d'Éthiopie. Cassiopée s’étant vantée de sa propre beauté, comparant même celle de sa fille à celle des Néréides, attire la colère de Neptune qui, pour se venger, envoie le monstre marin Cetus ravager le royaume. Ce dernier ravage les côtes de l'Éthiopie et menace de détruire la ville de Céphée. Pour apaiser la colère du monstre et sauver son royaume, Céphée est contraint de sacrifier sa propre fille en l'attachant à un rocher au bord de la mer. Mais Persée, revenant de sa quête pour tuer Méduse, aperçoit Andromède enchaînée au rocher. Captivé par sa beauté et touché par sa détresse, il s'engage à sauver la princesse. Utilisant ses sandales ailées, son casque d'invisibilité et son bouclier réfléchissant, tous des cadeaux des dieux, il affronte courageusement le monstre. Avec l'aide de son épée et de son habileté au combat, il parvient à vaincre la bête et libère Andromède de ses chaînes. Reconnaissante envers son sauveur, Andromède accepte la proposition de mariage de Persée, et ensemble, ils retournent en Éthiopie pour célébrer leur union. |
| Persée et Méduse                    | 769-803 | Pour célébrer le triomphe du héros sur le monstre marin, est organisé un grand banquet en l’honneur de Persée et Andromède. À la fin du repas, l’aieul de Persée lui demande comment il a vaincu la Gorgone. Persée raconte alors l’histoire de son triomphe sur Méduse : armé de son bouclier, il se faufile silencieusement dans l’antre sombre des Gorgones, jusqu'à Méduse, évitant les regards de ses sœurs immortelles. Utilisant le reflet de son bouclier comme miroir, Persée parvient à voir Méduse sans être pétrifié. Il dégaine alors son épée et tranche la tête de la Gorgone. Il raconte également à ses invités qu’à la mort de Méduse, Pégase, le cheval ailé, et Chrysaor, un géant armé d'une épée d'or, sont nés de son corps. |

Les mythes du livre IV dans les arts
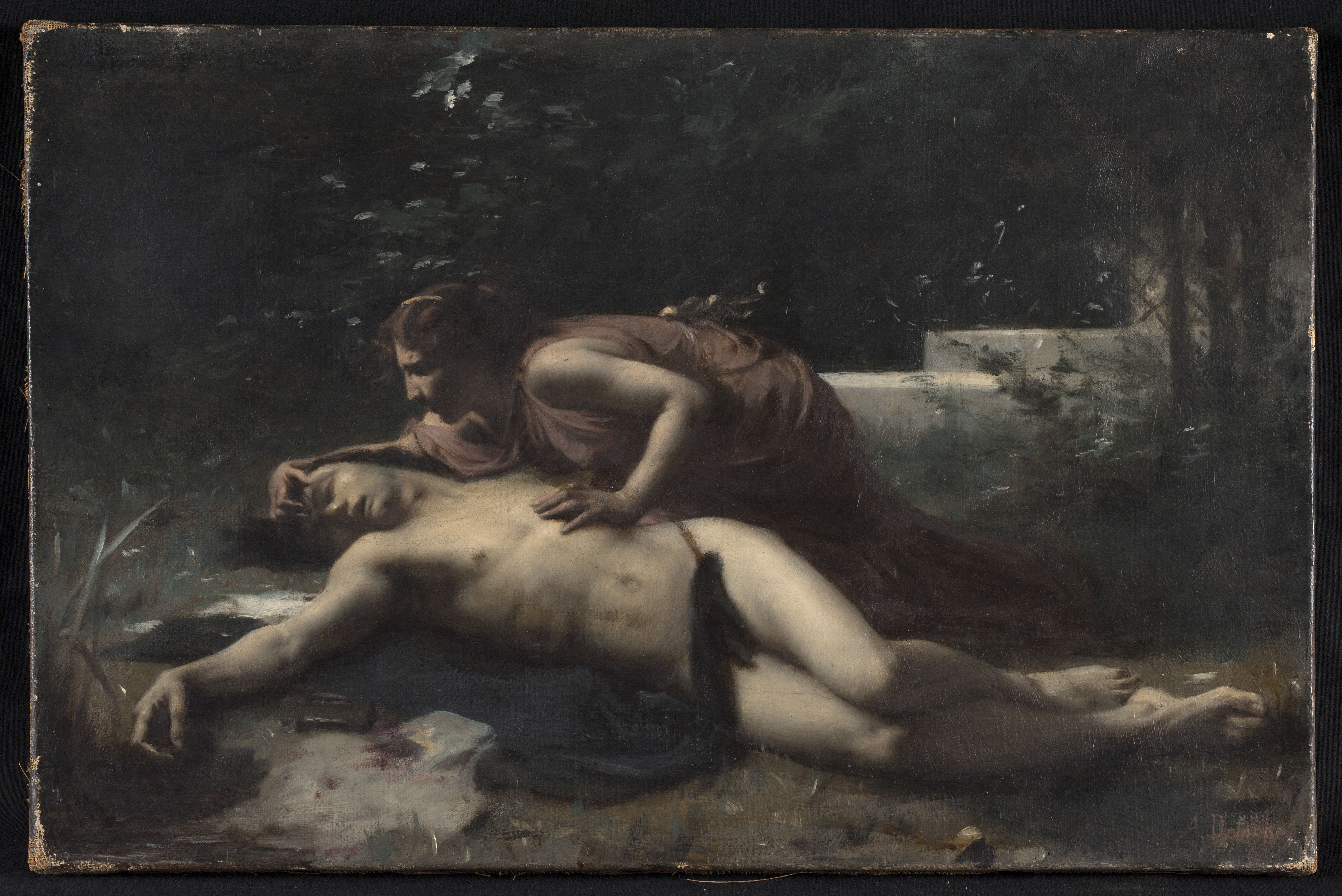
Pyrame et Thisbé (François-Alfred Delobbe)
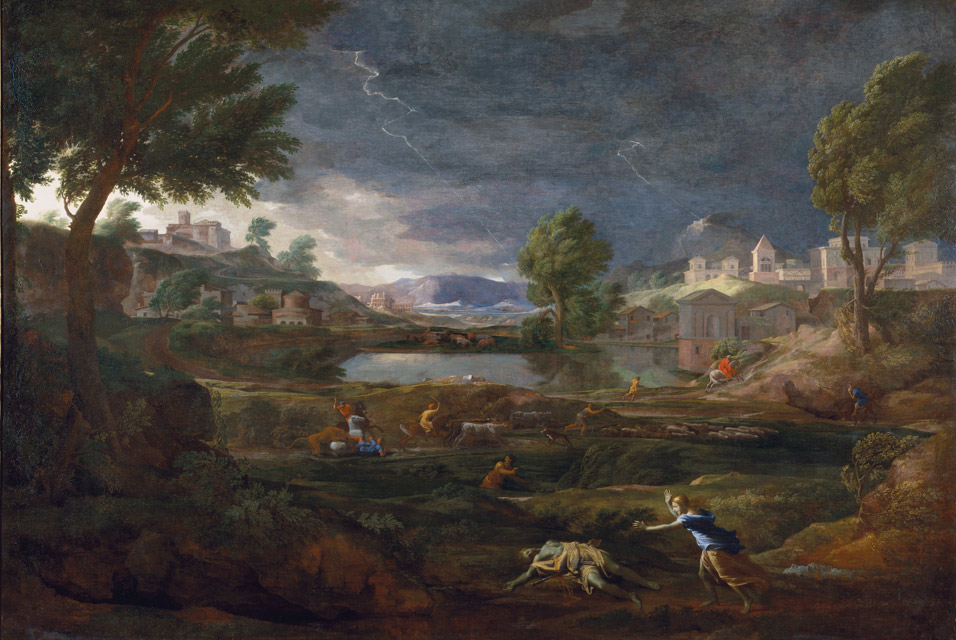
Pyrame et Thisbé (Nicolas Poussin)
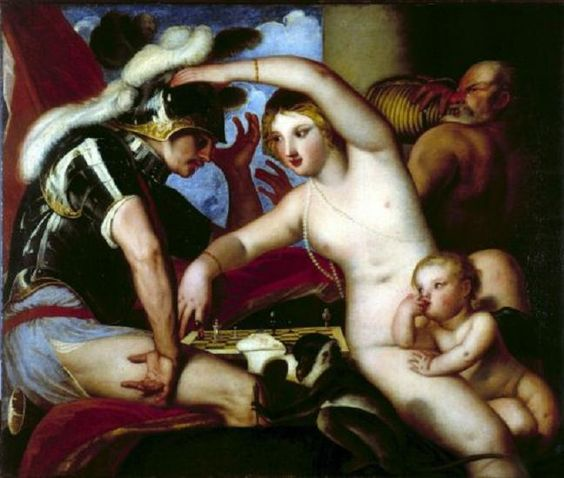
Mars et Vénus jouent aux échecs
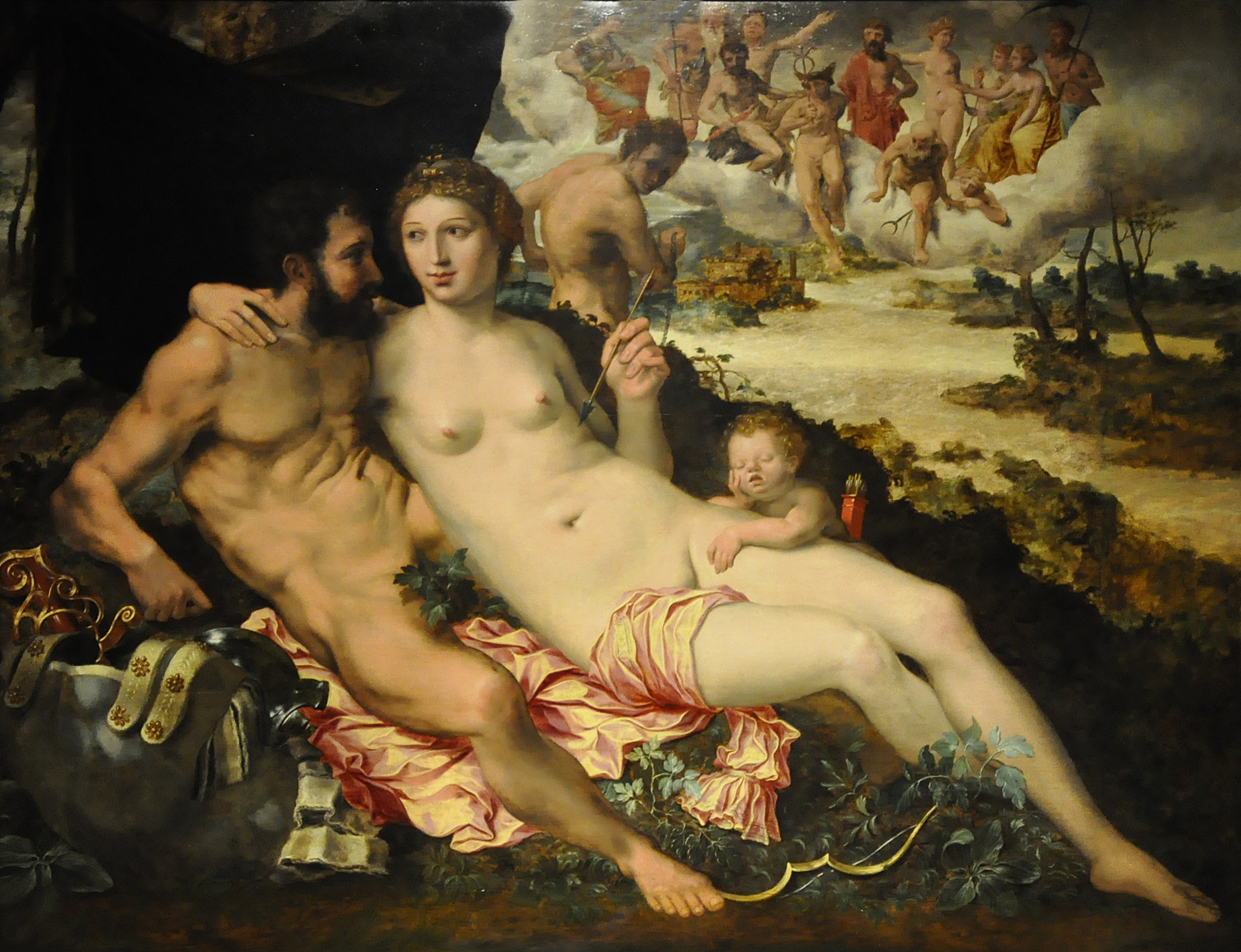
Mars, Vénus et Vulcain
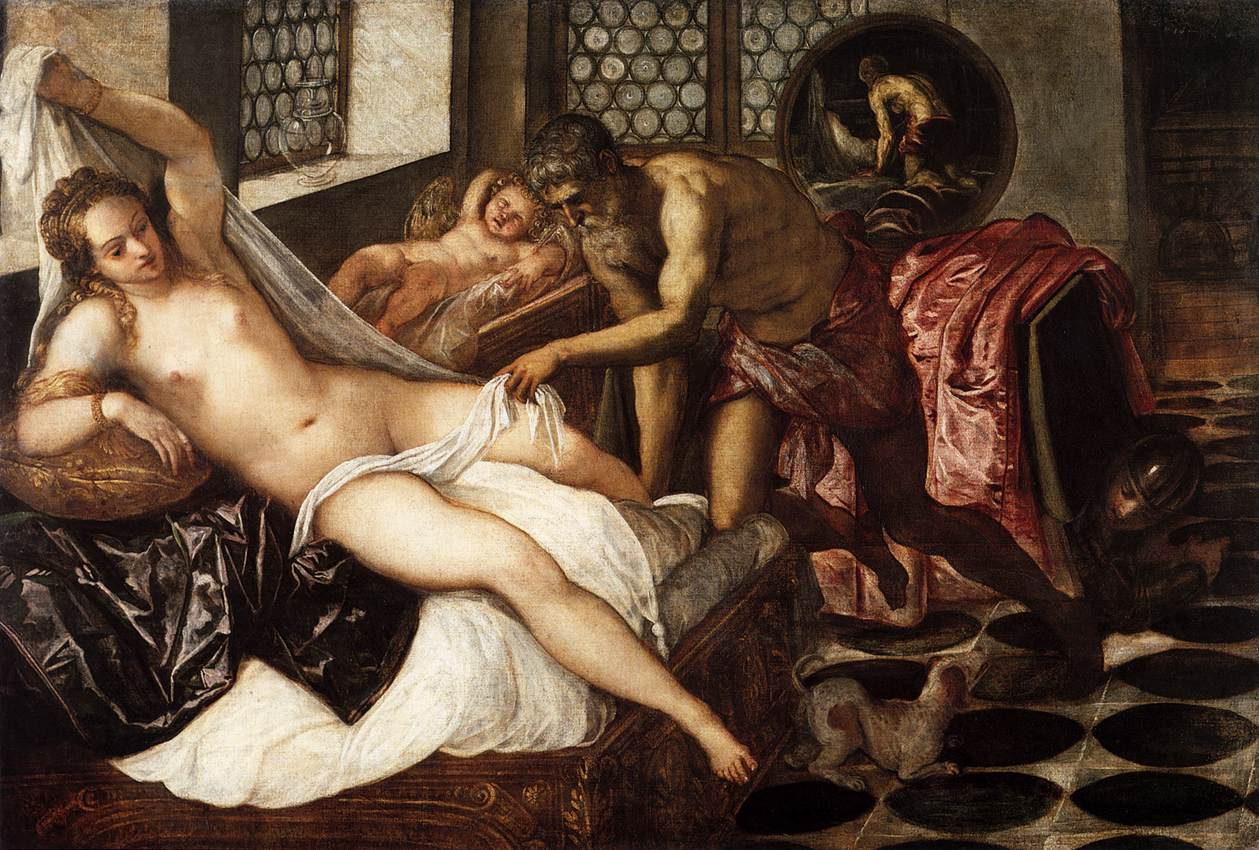
Vénus, Mars et Vulcain (Jacopo Robusti dit Tintoret )
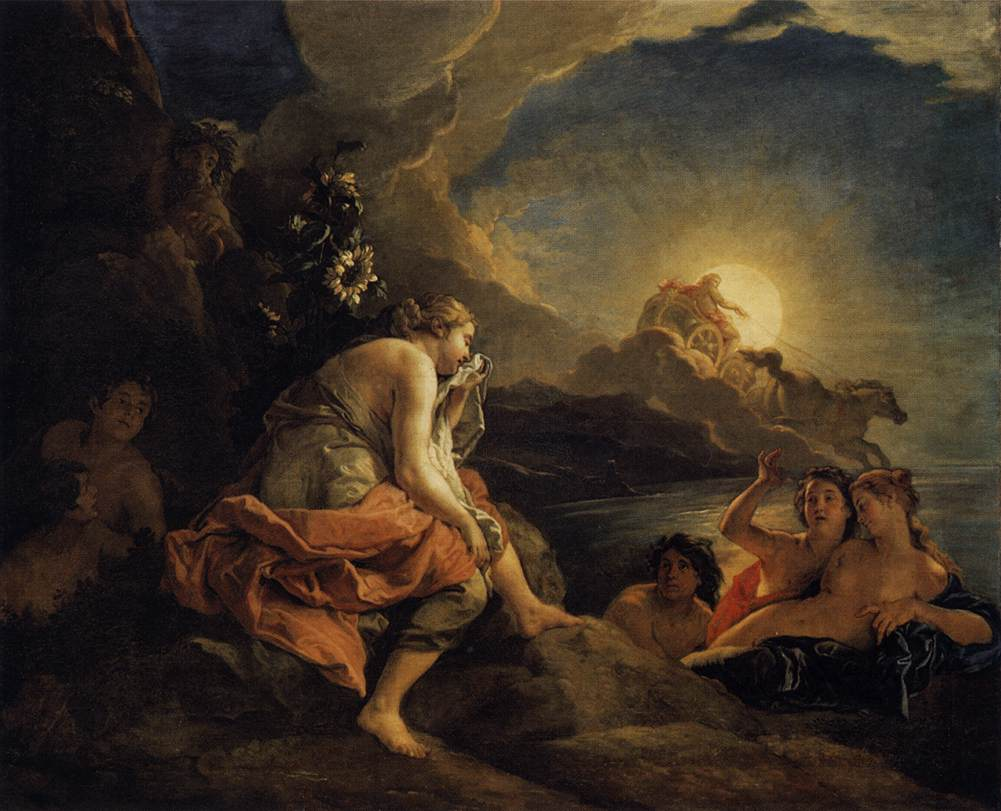
Clytie changée en tournesol (Charles de la Fosse)
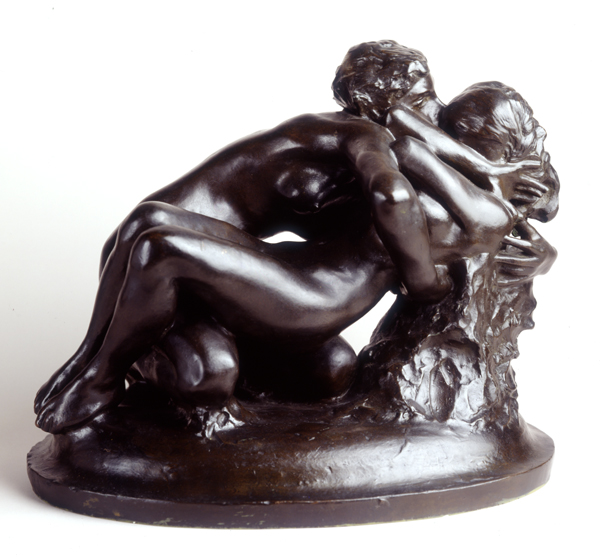
Salmacis et Hermaphrodite
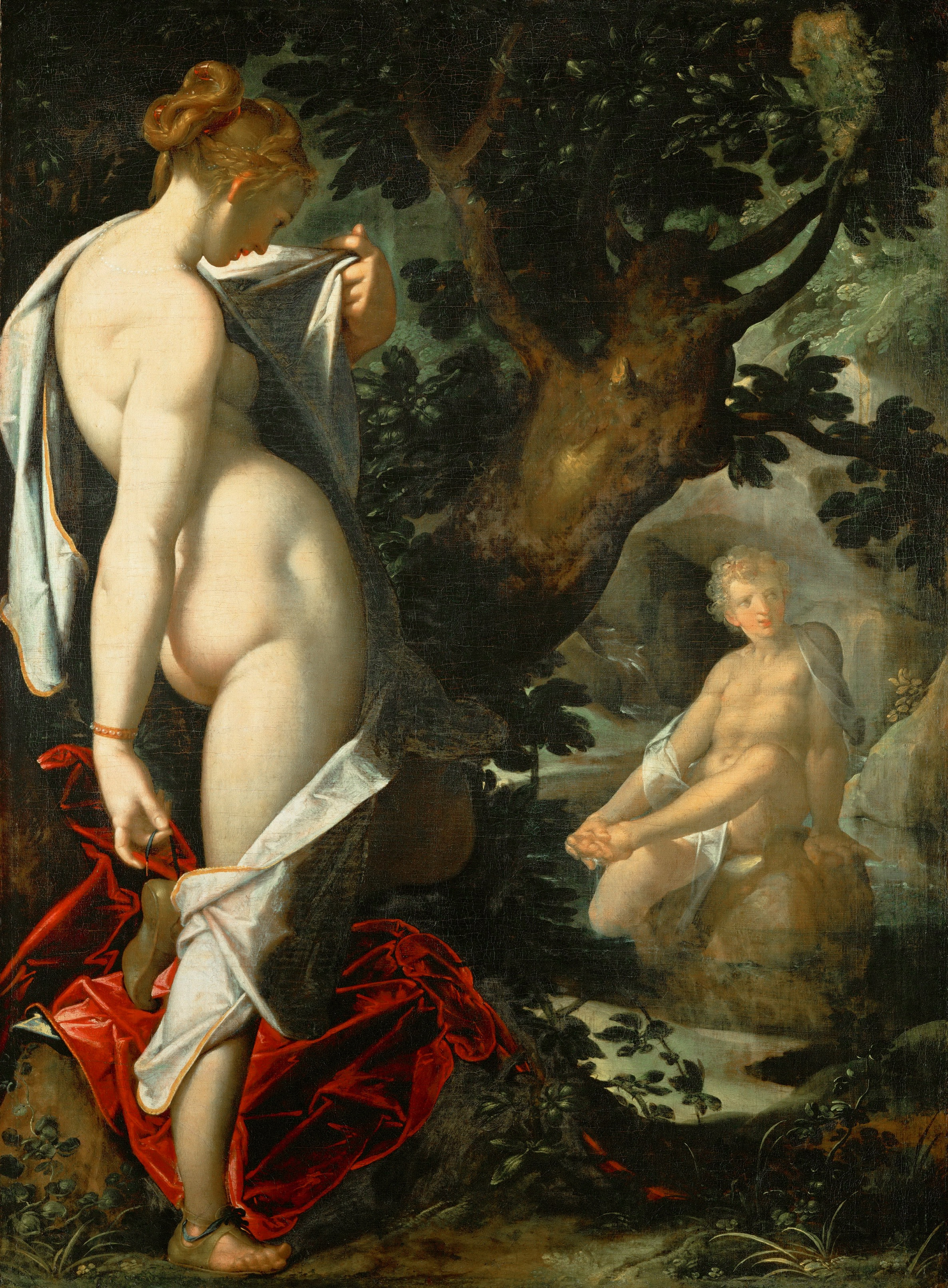
Hermaphrodite et Salmacis (Bartholomäus Spranger)
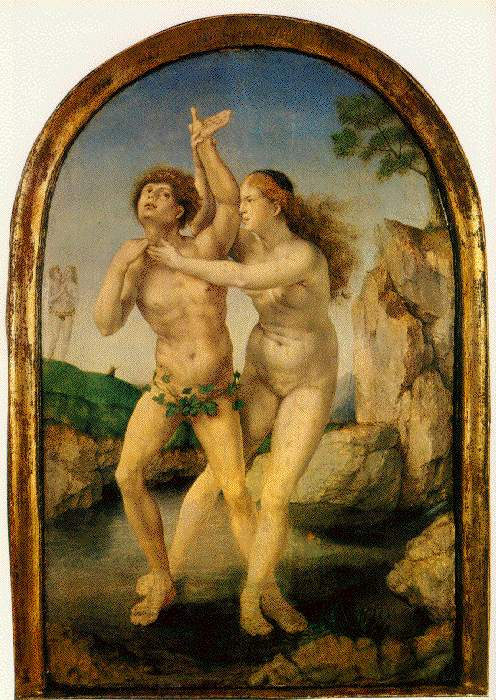
Salmacis et Hermaphrodite (Jan Mabuse)
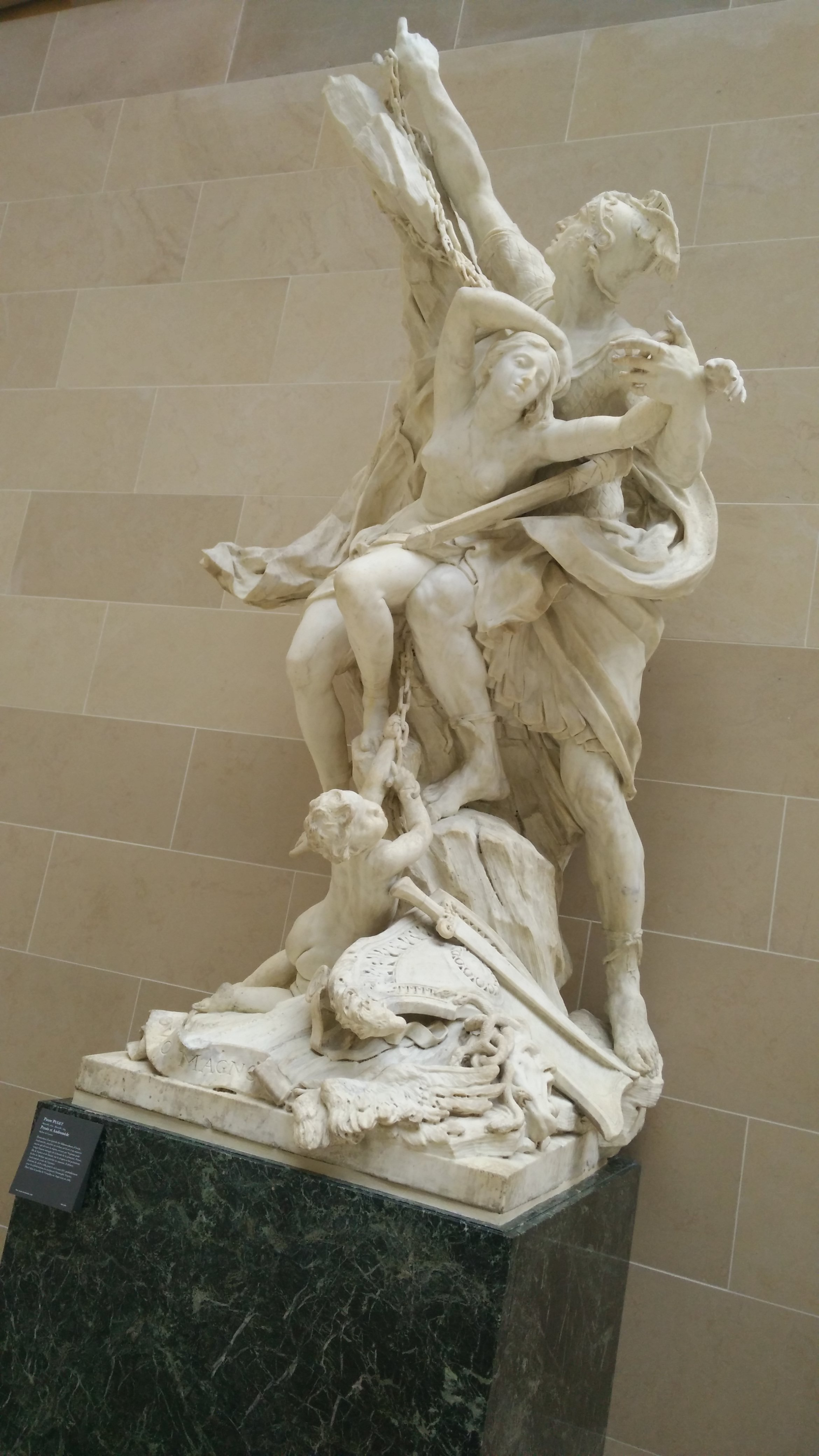
Persée et Andromède (Pierre Puget)
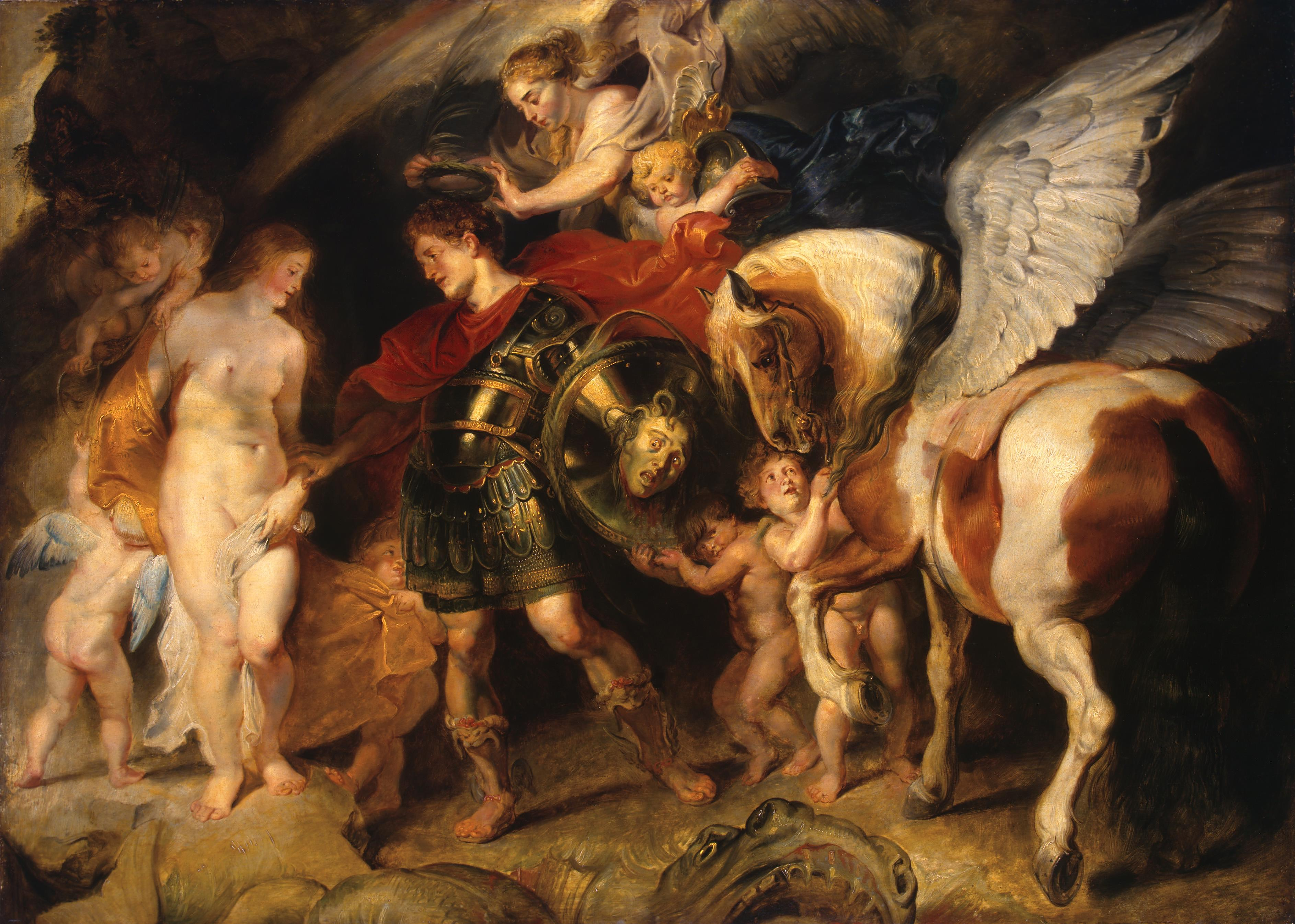
Persée et Andromède (Pierre-Paul Rubens)
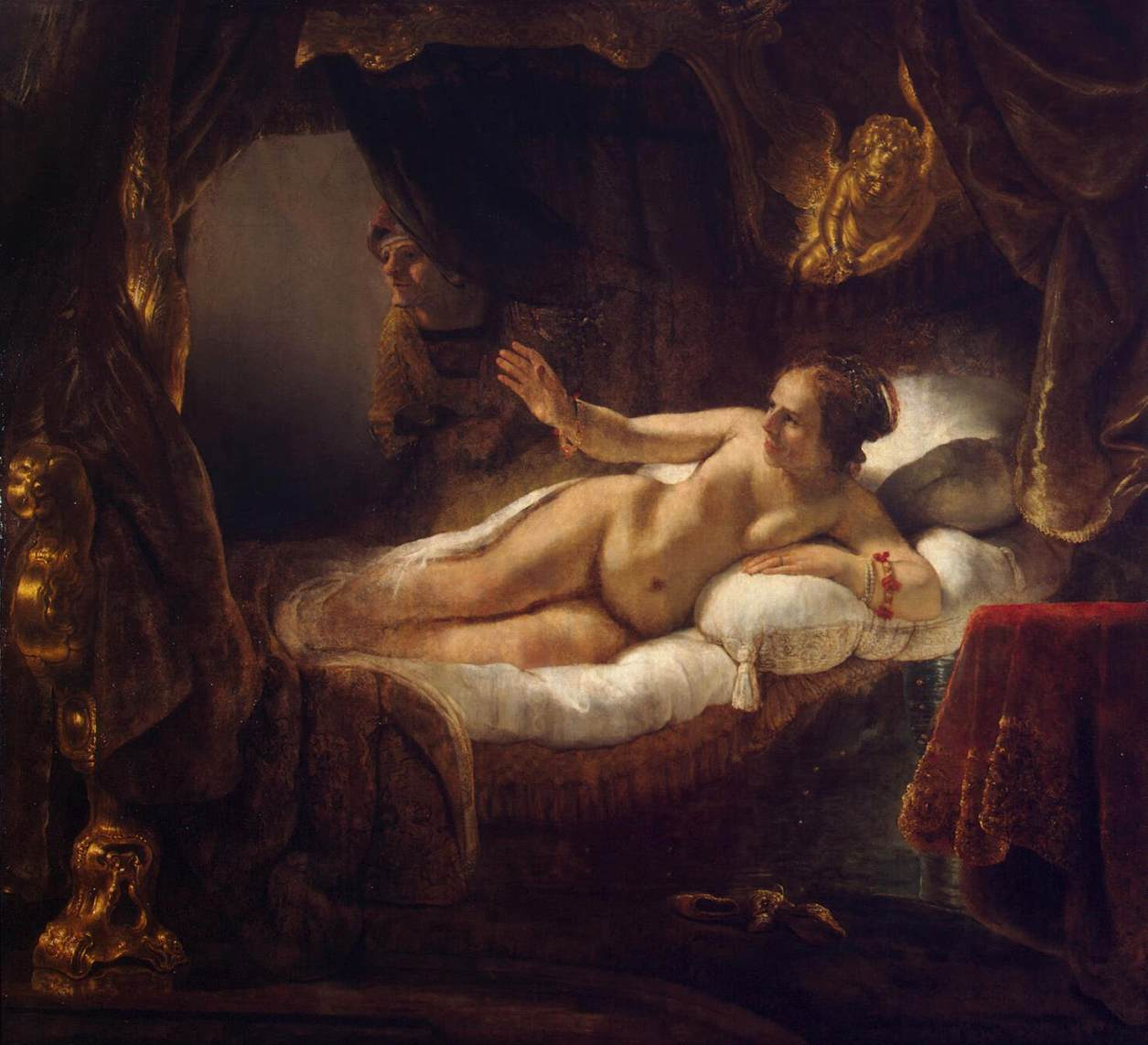
Danaé (Rembrandt)
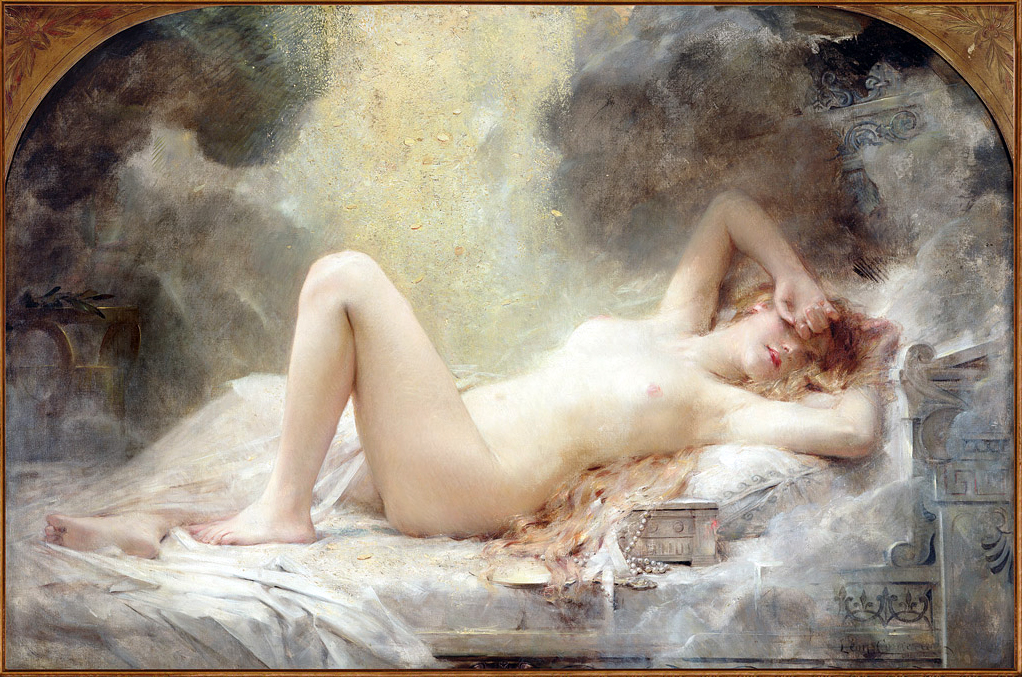
Danaé (Léon-François Comerre)
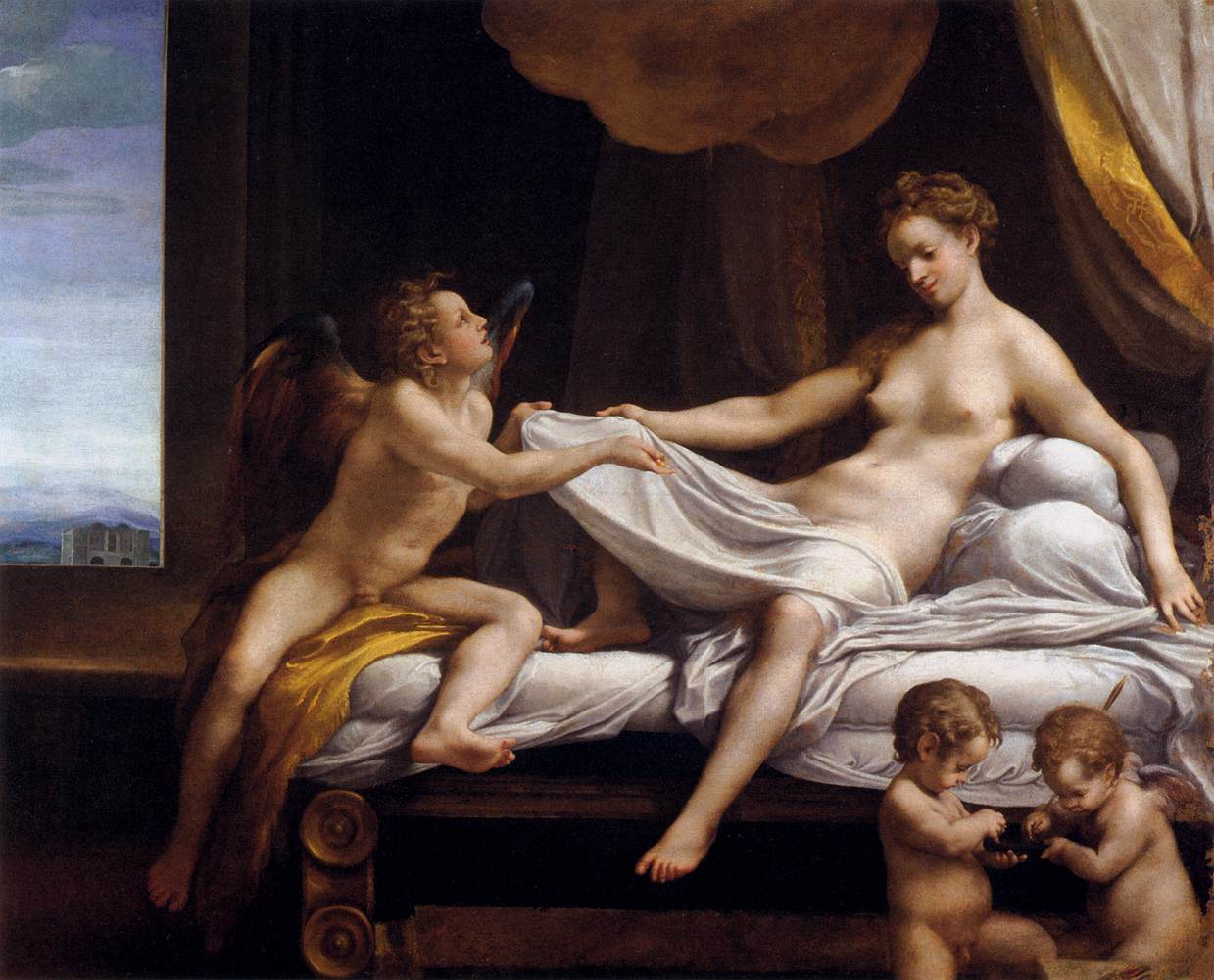
Danaé (Le Corrège)
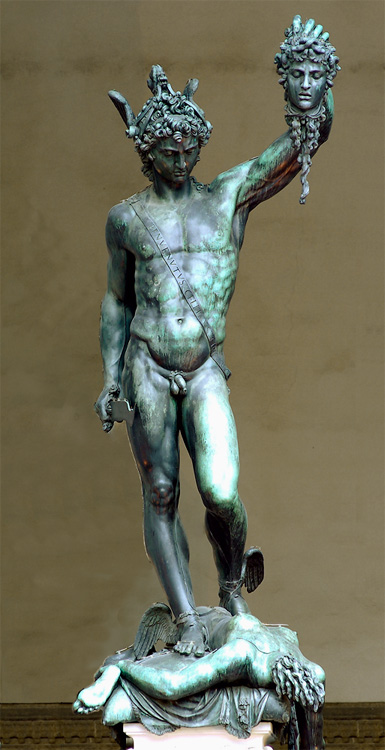
Persée et Méduse (Benvenuto Cellini)
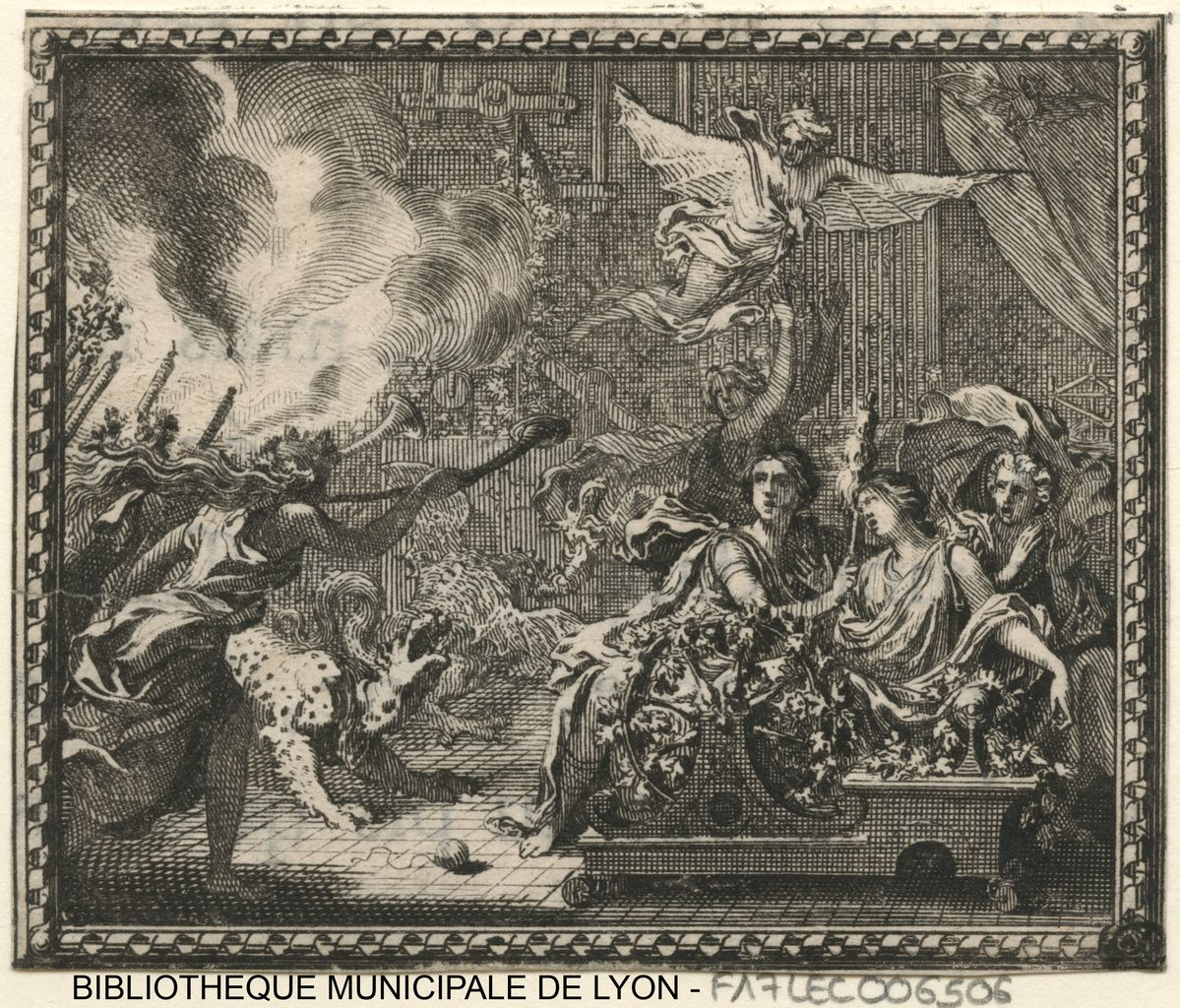
Les Minéides changées en chauves-souris (Sébastien Leclerc, pour Les Métamorphoses d'Ovide en rondeaux (1676))

### Livre V
| Mythe                 | Vers    | Résumé |
| --------------------- | ------- | --- |
| Phinée (devin)        | 1 - 236 | Un grand festin a lieu au Palais de Céphée, pour célébrer les noces du jeune couple de Persée et d'Andromède (mythologie). Pourtant, c'était Phinée qui était destiné à cette union...Furieux et en colère de cette trahison amoureuse il décide de tuer tous ceux qu'il rencontre pendant ce festin. Céphée, roi et père d'Andromède, intervient et provoque Phinée sur le sauvetage de sa fille par le valeureux Persée. Sans lui, elle aurait été mangée par le monstre marin. Céphée tente, en vain, de convaincre Phinée de cette nouvelle union. Pourtant, touché par un élan de colère il décide de lancer le combat et tue de son javelot de nombreux protagonistes présents dans le festin. Pour empêcher la suite du massacre, Persée brandit la tête de Méduse et transforme Phinée en marbre. |
| Hippocrène            |         | |
| Les Piérides          |         | |
| Le Rapt de Proserpine |         | Proserpine, fille de Jupiter, roi des dieux, et de Cérès, déesse de l'agriculture et des moissons, est une jeune fille d'une grande beauté. Un jour, alors qu'elle cueillait des fleurs dans un champ, elle est enlevée par Pluton, le dieu des Enfers, tombé éperdument amoureux d'elle. Pluton, profitant d'un moment d'inattention, surgit des Enfers sur son chariot doré et enlève Proserpine pour l'emmener dans son royaume souterrain. Proserpine est terrifiée et appelle à l'aide, mais ses cris sont vains. Pluton l'emmène de force dans les ténèbres des Enfers pour en faire sa reine. Cérès, affligée par la disparition de sa fille bien-aimée, entreprend une quête désespérée pour la retrouver. Pendant neuf jours et neuf nuits, elle parcourt le monde en pleurant et en cherchant sa fille partout, négligeant ses devoirs envers les récoltes, et plongeant la terre dans le deuil et la famine. |
| Aréthuse (nymphe)     |         | |
| Lyncos                |         | |

Les mythes du livre V dans les arts

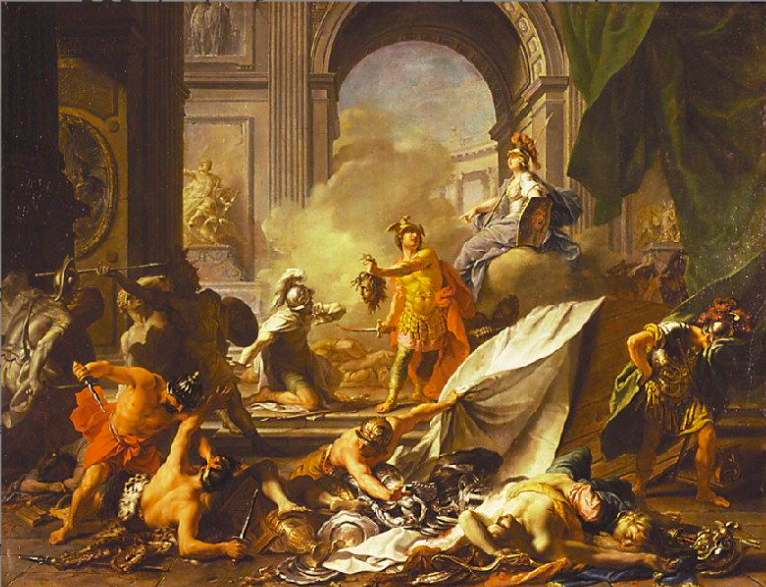
Persée, assisté de Minerve (mythologie), pétrifie Phinée (devin)

### Livre VI
Histoires d'Arachné, Niobé, Marsyas, Pélops, Philomèle et Procné, Borée et Orithye, les Boréades.

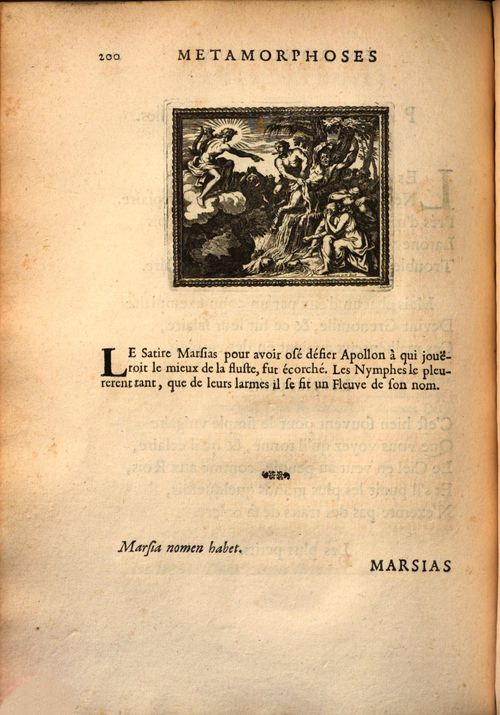
Résumé et illustration introductifs de la fable de Marsyas puni par Apollon, qui l'écorche.

### Livre VII
Médée, Thésée, Minos, Éaque, les Myrmidons, Céphale et Procris.

### Livre VIII
Nisus et Scylla, Ariane et le Minotaure, Dédale et Icare, le Sanglier de Calydon, Méléagre et Althée, Érysichthon, Philémon et Baucis.

### Livre IX
Le mythe d'Hercule, Nessos, Galanthis, Dryope et Lotis, Iolaüs, Biblis et Caunus, Iphis et Ianthé.

### Livre X
Histoires d'Orphée, Eurydice, Hyacinthe, Pygmalion, Myrrha, Adonis, Atalante, Cyparissus.

### Livre XI
Mort d'Orphée, Midas, Alcyone et Céyx, Ésaque.

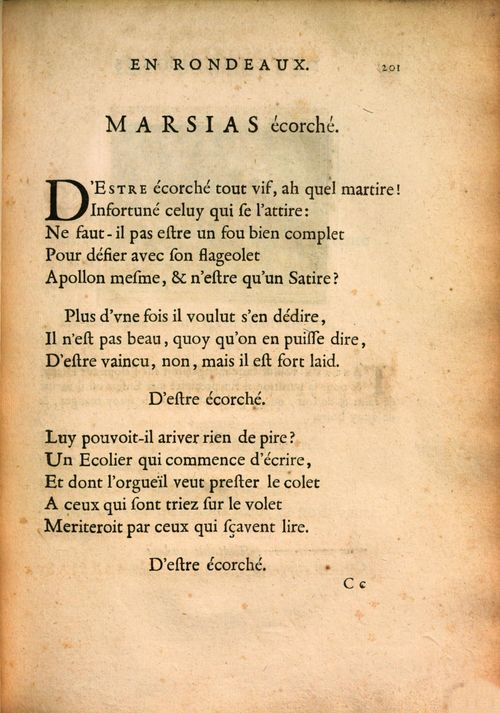
Texte de l'épisode de Marsyas puni par Apollon, qui l'écorche. Métamorphoses d'Ovide en rondeaux par Isaac de Benserade, 1676.

### Livre XII
Iphigénie, le combat des Centaures contre les Lapithes, Achille.

### Livre XIII
Le siège de Troie, Glaucus ; Ulysse et Polyphème ; guerre en Italie ; Charybde et Scylla ; Énée ; Acis et Galatée.

### Livre XIV
Scylla, Énée, Vertumne et Pomone, Romulus.

### Livre XV
Numa, Pythagore, Égérie, Hippolyte, Esculape, César, Auguste.

## Analyse
Les auteurs dont s'inspire Ovide sont des poètes de l'époque hellénistique qui songèrent à regrouper les légendes grecques présentant les métamorphoses des dieux ou des mortels de la mythologie. Parmi ces poètes il faut citer Nicandre de Colophon (IIIe – IIe siècle av. J.-C.), Antigone de Caryste et Parthénios de Nicée (Ier siècle av. J.-C.). Le renouveau du pythagorisme donne aussi une certaine actualité à la doctrine du transformisme.
Ovide met en scène des centaines de récits de métamorphoses (environ 250) depuis le Chaos originel jusqu'à l'apothéose d'Auguste César, de façon soit développée soit allusive. Le plus difficile est de donner à cette matière hétérogène une certaine unité. Ovide y parvient, non sans artifices, en s'inspirant des catalogues et des généalogies archaïques (comme le Catalogue des femmes d'Hésiode). Toutes les qualités d'Ovide, verve naturelle, art du développement, effets de surprise, adresse dans les transitions, élégance et légèreté de touche se retrouvent dans les Métamorphoses mais avec un dosage particulier afin de correspondre à la durée du poème. Ainsi Ovide recherche le pittoresque avec bonheur et pousse parfois jusqu'à un réalisme brutal comme dans ce portrait de la Faim (VIII, v. 790-799) :

« (...) Elle cherchait la Faim : elle la vit dans un champ pierreux, d'où elle s'efforçait d'arracher, des ongles et des dents, de rares brins d'herbe. Ses cheveux étaient hirsutes, ses yeux caves, sa face livide, ses lèvres grises et gâtées, ses dents rugueuses de tartre. Sa peau sèche aurait laissé voir ses entrailles ; des os décharnés perçaient sous la courbe des reins. Du ventre, rien que la place ; les genoux faisaient une saillie ronde énorme, et les talons s'allongeaient, difformes, sans mesure... »

La psychologie des personnages est variée et s'accompagne quand c'est nécessaire des ressources de la rhétorique voire de la déclamation (dispute d'Ajax et d'Ulysse autour des armes d'Achille (XIII). Quant aux combats, ils ont parfois l'allure épique des grandes épopées. Cependant, Ovide ne renonce pas à sa frivolité ni à la malice du poète qui ne souhaite pas être dupe de son récit, ce qui nuit parfois à l'harmonie d'ensemble de l'œuvre. Enfin Ovide, bien qu'il ait été en contact avec le pythagorisme qui ne cesse à cette époque de faire des progrès dans la haute société romaine, ne le fait intervenir qu'à son dernier chant.
Ovide a donc créé une nouvelle modalité narrative qui unifie l'ensemble de l’œuvre malgré des contextes variés. Le point commun entre tous ces récits est la métamorphose et la modalité narrative utilisée. L'écriture est toujours une comparaison à un modèle épique, poétique ou tragique. La métamorphose intervient comme une pause narrative descriptive qui permet à l'écriture poétique de prendre toute son ampleur. Elle permet de passer du récit individuel au récit immobile fixé dans l'éternité. La poésie d'Ovide devient donc étiologique car malgré la diversité et l'hétérogénéité des récits, elle fixe des points communs grâce aux recours à une série de figures communes, comme des lieux, des arbres, des animaux. Grâce à Ovide ce mode narratif est entré dans la culture littéraire par la recherche de réinventer et réenchanter le monde.

## Éditions

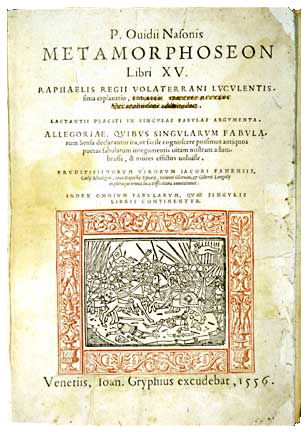
Page de titre des Métamorphoses dans une édition italienne de 1556. Hayden White Rare Book Collection.

- Consulter la liste des éditions de cette œuvre Page de titre des Métamorphoses dans une édition italienne de 1556. Hayden White Rare Book Collection.

### Texte latin
Le texte antique est perdu, mais il existe plus de quatre cents manuscrits du Moyen Âge, complets ou fragmentaires, qui nous sont parvenus. Une liste non exhaustive a été compilée par Franco Munari.
Les éditions modernes de référence sont celles éditées par William Scovil Anderson (Bibliotheca Teubneriana, 1977) et par Richard John Tarrant (Oxford Classical Texts, 2004).

### Traductions
Parmi les nombreuses traductions françaises de l'œuvre complète, on peut noter celles de : Jean de Vauzelles (1557), Pierre Du Ryer (1693), Antoine Banier (1732), Joseph-Gaspard Dubois-Fontanelle (1767), Barrett (1777), Ange-François Fariau de Saint-Ange (1800), Mathieu-Guillaume-Thérèse Villenave (1806-07), Joseph Cabaret-Dupaty (1862), Georges Lafaye (1925-30), Joseph Chamonard (1936), Danièle Robert (2001), Olivier Sers (2009), Marie Cosnay (2017).

### L'édition de 1557
Une des plus célèbres éditions françaises des Métamorphoses d’Ovide est celle de 1557, publiée sous le titre de La Métamorphose d’Ovide figurée. Révélée par la Maison Tournes (1542-1567) à Lyon, elle résulte de la collaboration de l’éditeur Jean I Tournes et de Bernard Salomon, graveur important du XVIe siècle.
L'ouvrage est édité au format in-octavo et présente à la fois les textes d’Ovide et 178 illustrations gravées.
La publication des textes du poète antique est dans les années 1540-1550 une véritable course à la parution pour les éditeurs lyonnais, et le public est particulièrement demandeur d'ouvrages présentant des illustrations. Jean I Tournes se trouve face à une concurrence qui sort elle aussi ses versions. Il publie une première fois en 1546 les deux premiers livres d’Ovide. Il réédite cette version en 1549 avec des illustrations. La traduction des livres des Métamorphoses contribue à cette émulation. Guillaume Roville est son principal concurrent, il fait paraître les textes illustrés par Pierre Eskrich en 1550. Roville publie une première fois en 1550, et à nouveau en 1551. En 1553, il édite cette fois-ci les trois premiers livres grâce à la traduction de Barthélémy Aneau, qui fait suite à la celle des deux premiers livres de Clément Marot.
La version de 1557 publiée par la Maison Tournes reste cependant celle dont la postérité est la plus conséquente. Elle est notamment expliquée par la mention de cette parution dans l’historiographie. Les éditions des textes des Métamorphoses du XVIe siècle constituent un changement de paradigme dans la perception des mythes. En effet, si les vers du poète antique étaient principalement lus pour leur portée moralisatrice aux siècles précédents, ils sont alors plutôt perçus pour leur qualité esthétique et hédoniste. Le contexte littéraire de l’époque marqué par l’émergence de la Pléiade est révélateur de ce goût pour la beauté de la poésie.
« On peut dater de la disparition de l’Art d’aimer et des Remèdes à l’amour la fin d’une ère gothique dans l’édition ovidienne, de même que la publication en 1557 de la Métamorphose figurée marque la mainmise du siècle de la Renaissance sur une œuvre aussi conforme à ses goûts que la Métamorphose moralisée l’avait été aux aspirations des XIVe et XVe siècles ».
L’œuvre est republiée en 1564 et 1583 en français, bien qu’elle l’ait déjà été en italien par Gabriel Simeoni en 1559 avec quelques gravures supplémentaires.
Certains exemplaires de 1557 sont aujourd’hui conservés en collections publiques. On les trouve notamment à la Bibliothèque nationale de France, à la Bibliothèque municipale de Lyon, à la Brandeis University Library de Waltham (MA) et à la Library of Congress de Washington D.C. aux États-Unis. Un exemplaire numérique est disponible sur Gallica. Il semblerait qu’un exemplaire soit aussi passé en vente chez Sotheby’s.

## Illustrations

### Lyon à l'époque moderne

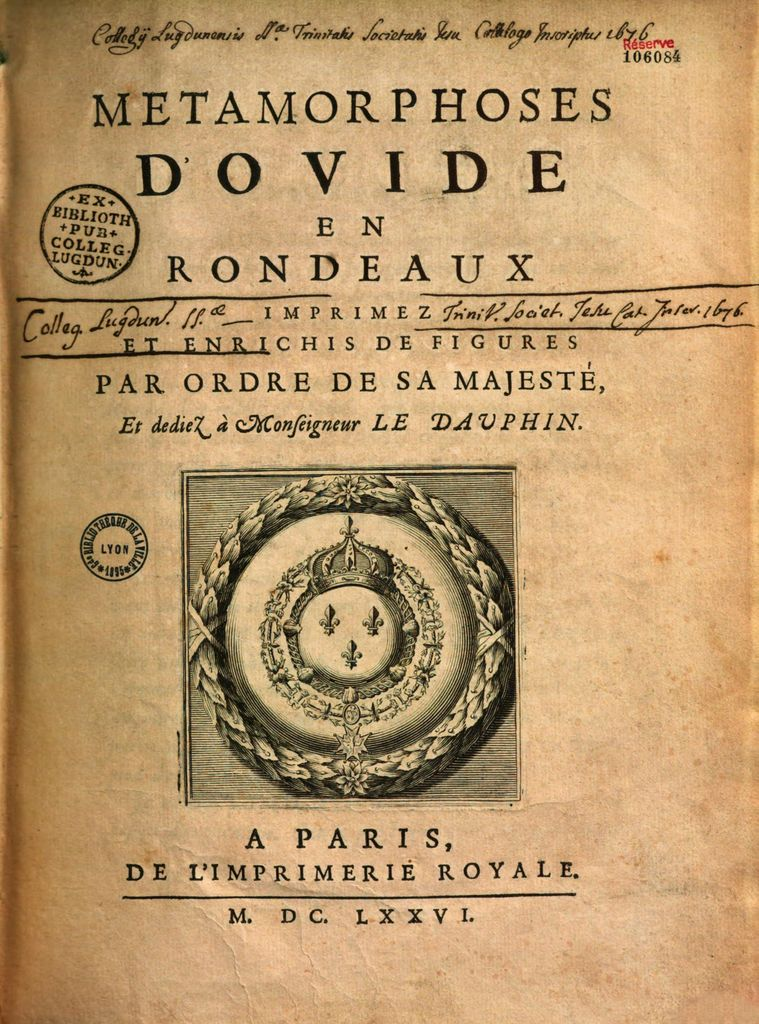
Page de titre, armes royales dans une vignette au centre, Métamorphoses d'Ovide en Rondeaux, Isaac Benserade, 1676, Lyon, Bibliothèque municipale.

Dès la fin du XVe siècle, les illustrations lyonnaises des Métamorphoses d’Ovide témoignent des liens entre la France et l’Italie, dans le contexte des guerres d’Italie, notamment sous Charles VIII. La situation géographique de la ville de Lyon participe aussi du regain des échanges entre les deux pays.
L’exemple des gravures sur bois de Guillaume II Le Roy met en lumière l’organisation et le fonctionnement de l’imprimerie lyonnaise au XVIe siècle, dans ses relations avec l’Italie. Ses quinze gravures reprennent des modèles italiens d’un exemplaire vénitien des Métamorphoses de 1497, imprimé par Giovanni Rosso Vertellece. Il séjourne un an en Italie et notamment à Venise,. Cependant, pour les livres III à VII, Guillaume II Le Roy varie en puisant ses formes dans une édition parmesane de 1505.
En 1512, l'édition de Jacques Ier Huguetan illustre les textes d'une série de quinze vignettes de l'entourage de Guillaume II Le Roy. Ces vignettes sont reprises en 1519, par Jacques Maréchal, dans une édition réutilisant les bois de 1510, que reproduit Guillaume II Le Roy en 1524. Puis en 1527, Jean Crespin édite une nouvelle version des Métamorphoses étonnante. Plutôt qu’en tête de chapitre, permettant d’annoncer le récit à suivre, les images sont positionnées à la fin du chapitre précédent. Cette ordonnance répond à un impératif d’imprimeur de ne laisser aucune page blanche. Ces vignettes figurent aussi dans le Grand Olympe des histoires poëtiques de Romain Morin en 1532.

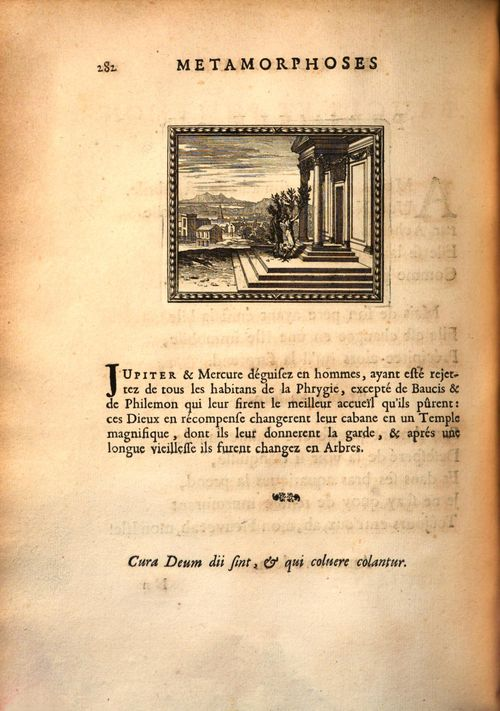
Vignette illustrative de l'épisode de Philémon et Baucis décrit succinctement en dessous et accompagné d'une morale latine

En 1686, paraissent les éditions ad usum Delphini de Lyon de Daniel Crespin. Cet ouvrage est imprimé à Lyon en 1686 par la famille Anisson-Duperron, qui s’appuie sur l’édition hollandaise de référence de Nicolas Heinsius, datée de 1652 à Amsterdam. L'édition de Lyon est elle-même reprise par l'édition d’Oxford de 1696.
Dans la veine de l'édition ludique ad usum Delphini, les Métamorphoses d'Ovide en rondeaux d'Isaac de Benserade, illustrées notamment par Sébastien Leclerc, sont dédicacées à "Monseigneur le Dauphin". La marque dorée des armes royale sur le plat supérieure de cuir rouge atteste de la préciosité du livre.

## Postérité et évocations artistiques

### Dans l'Antiquité
Au IIe siècle, l'auteur de langue latine Apulée rédige un roman qu'il intitule « Onze livres de métamorphoses », en latin Metamorphoseon libri XI, dont le titre devient plus tard L'Âne d'or. L'évocation à l’œuvre d'Ovide est évidente tant par le titre choisi que par l'intrigue. En effet, L'Âne d'or met en scène les aventures du personnage Lucius, transformé en âne par accident.
Les Métamorphoses d'Antoninus Liberalis, seraient postérieures au texte d'Ovide, et reprennent des fables attribuées à des auteurs plus anciens.

### Au Moyen Âge
- Dans l'Italie médiévale, l'œuvre d'Ovide a exercé une influence importante. Dans un premier temps, notamment autour des XIIe et XIIIe siècles (communément appelées aetas ovidiana pour les distinguer des aetates précédentes, la virgilienne du VIIIe  au  IXe siècle et l'horatienne du Xe  au  XIe siècle), le corpus érotique d'Ovide, composé des Amores, de l'Ars amandi, de la Remedia amoris, des épîtres des Héroïdes et d'un nombre d'œuvres pseudo-ovidiennes, est particulièrement répandu. C'est entre le XIIIe et le XIVe siècle que la popularité des Métamorphoses d'Ovide s'est progressivement imposée à sa production érotique[29]. On trouve par exemple des références explicites aux Métamorphoses dans l'œuvre de grands poètes de la littérature italienne comme Cino da Pistoia et Dante Alighieri[30]. En effet, les Métamorphoses d'Ovide ont largement influencé la Commedia de Dante, l'un des textes les plus importants de la littérature italienne. La Commedia est caractérisée précisément par la quantité et la variété des références au texte du poète latin. Au niveau micro-textuel, Ovide offre à Dante tout un inventaire d'exemples et d'expressions que le poète florentin reprend et retravaille. Au niveau macro-textuel, Dante s'approprie et « christianise » un concept fondamental d'Ovide, la mutation perpétuelle de toute chose, idée qui, dans la Commedia de Dante, renvoie notamment à la mutation des âmes après la mort et à la mutation de Dante lui-même à travers son voyage dans l'au-delà[31].
- En 1333, Arrigo Simintendi da Prato composa la première traduction italienne des Métamorphoses[32].
- Vers le milieu du XIVe siècle, Pétrarque s’est également inspiré de l'exemple ovidien dans ses œuvres, dispersant des fragments d'histoires et de thèmes ovidiens dans ses poèmes[33].
- La postérité des Métamorphoses d'Ovide au Moyen Âge est aussi marquée par la parution des "Ovide moralisés". Le XIVe siècle correspond à l'apogée de cette littérature[34],[35]. À cette époque, est composé L'Ovide moralisé, une traduction anonyme des Métamorphoses qui amplifie le texte latin et lui ajoute des commentaires expliquant chacune des histoires dans un sens allégorique[36]. De la même manière, en Italie, probablement autour de 1375-1377, Giovanni Bonsignori a traduit en langue vernaculaire les Métamorphoses « in breve sermone », c'est-à-dire en abrégé, proposant un bref résumé de chaque épisode et y ajoutant une explication des prétendues allégories morales dissimulées dans le récit. La version de Bonsignori peut être considérée comme une traduction, ici et là augmentée ou réduite, des allégories ovidiennes que Giovanni del Virgilio avait écrites en latin[37].

### À l'époque moderne
- Dans le contexte de l'Italie de la Renaissance, les Métamorphoses d'Ovide ont été l'une des lectures les plus populaires et les éditions imprimées se sont multipliées, tant en latin que, très vite, en langue vernaculaire, ce qui a encore stimulé la diffusion du texte. Déjà en 1471, respectivement à Bologne et à Rome, Baldassarre Azzoguidi, premier imprimeur bolonais, et Arnold Pannartz et Konrad Sweynheim, moines et imprimeurs, en publient deux éditions en latin[38]. À Venise, en 1497, a été publié par Giovanni Rosso de Vercelli une traduction en langue vernaculaire et en abrégé des Métamorphoses par Giovanni Bonsignori[39]. L'iconographie des illustrations qui accompagnent le texte a été réalisée en suivant le texte vernaculaire et en représentant différents moments de la même narration dans des scènes individuelles. Cette célèbre édition a été réimprimée à plusieurs reprises, par exemple par Lucantonio Giunti en 1501 et 1508 et à nouveau à Venise en 1517 et 1523 par Giorgio de' Rusconi[40]. Une autre version vulgarisée des Métamorphoses est celle très célèbre de Giovanni Andrea dell'Anguillara, publiée à Venise par Giovanni Griffio en 1561. Anguillara ne reste pas non plus totalement fidèle au texte original, mais invente de nouvelles fables en retravaillant librement les parties originales du texte. Diverses critiques lui sont donc adressées, soulignant de manière polémique le manque de fidélité de la version au poème d'Ovide[41]. De toute façon, plusieurs rééditions du texte d'Anguillara ont été publiées en Italie au cours des années suivantes. Par exemple, Francesco de' Franceschi en publie une version en 1563, suivie en 1572 d'une deuxième et en 1575 d’une troisième[40]. L’imprimeur Bernardo Giunti a également publié en 1584 une édition des Métamorphoses par Anguillara. Le volume contient un portrait d'Anguillara lui-même, un frontispice gravé et quinze planches à pleine page par le graveur Giacomo Franco au début de chaque chapitre. Chaque planche rassemble, dans un riche cadre architectural, divers épisodes de la narration d'Ovide liés à des événements de l'histoire romaine et de la mythologie de l'antiquité. La fortune de la version d’Anguillara encore au tournant du siècle est attestée par une autre publication, à nouveau par Bernardo Giunti, en 1592. Il s’agit d’une réimpression fidèle de celle de 1584 en ce qui concerne le texte, mais très différente en ce qui est de l'appareil iconographique : les gravures de Giacomo Franco ont été remplacées, pour des raisons inconnues, par de médiocres illustrations gravées sur bois par un auteur anonyme[40],[42]. Finalement, il est important de mentionner la traduction des Métamorphoses par Lodovico Dolce, que l’auteur publie sous le titre Les transformations. La première et la deuxième éditions sont toutes les deux publiées à Venise en 1553 par Gabriel Giolito. La première édition était ornée de 94 gravures sur bois, alors que, dans la deuxième édition, remaniée et dotée d'une bordure décorative, la chiffre descend à 85[43].
- Dans la première moitié du XVIIe siècle, les Métamorphoses inspirèrent deux œuvres au poète baroque espagnol Luis de Góngora, la Fable de Pyrame et Thisbé et Fable de Polyphème et Galatée.
- La deuxième moitié du XVIIe siècle marque une mutation dans la conception et les usages faits des Métamorphoses d’Ovide[44]. La traduction commentée de Pierre du Ryer est une des dernières grandes éditions érudites[45], dans la veine de celle de Nicolas Renouard[46] en début de siècle. En 1617, Renouard publie un ouvrage illustré de vignettes gravées. Donc, à partir des années 1650, la portée morale des récits est parfois annihilée dans des ouvrages parodiques comme celui de Louis Richier, Ovide Bouffon[47]. Dans sa dédicace au comte de Saint Aignan, Richier justifie la perspective burlesque de son œuvre, « Pour le regard d’Ovide, je ne crois pas luy faire tort de traiter en burlesque un sujet qui n’a rien de serieux que dans l’esprit de nos mythologistes »[48]. En parallèle de ce mouvement de réécriture parodique, se développe une conception galante et lyrique de la lecture des Métamorphoses[44]. Le portrait d’Ovide de Mademoiselle de Scudéry dans Clélie[49] le place comme source et modèle à suivre de l’esthétique poétique amoureuse.
- En 1671, Nicolas de Fer édite un Jeu des Métamorphoses d’Ovide. Ce jeu de cinquante-deux peut servir à jouer aux cartes ou au jeu de l’oie. Sur chacune des cartes, Cochin a gravé la scène capitale de la métamorphose de la carte, accompagnée d’un bref récit. L’utilisation des fables d’Ovide comme support ludique rompt avec la tradition érudite des commentaires des Métamorphoses. « Un rapport de familiarité avec Ovide » est établi, sans délaisser l’aspect pédagogique de la fable[44].
- Aux XVIIe et XVIIIe siècles, les Métamorphoses sont l'inépuisable source d'innombrables œuvres lyriques, de Lully à Gluck et Grétry en passant par Haendel, Dittersdorf ou[48]Rameau.
- Les Métamorphoses d'Ovide, en latin et en françois est une édition in-quarto en quatre volumes publiés entre 1767 et 1771 chez Noël-Jacques Pissot et traduite par l'abbé Banier de l'Académie royale des Inscriptions & Belles-Lettres. La publication fait date grâce au nombre important de planches et à la qualité des illustrations qui furent données par les plus grands dessinateurs de l'époque dont François Boucher, Charles Eisen, Hubert-François Bourguignon dit Gravelot et Jean-Michel Moreau le Jeune entre autres. Pierre-François Basan et Noël Le Mire assurèrent la traduction gravée de l'ensemble.
- Au début du XIXe siècle, le livre d'Ovide influence fortement le poète panthéiste Maurice de Guérin.

### À l'époque contemporaine
- La Métamorphose, nouvelle de Franz Kafka publiée pour la première fois en 1915.
- En 1951, le compositeur britannique Benjamin Britten compose six pièces pour hautbois intitulées Six métamorphoses d'après Ovide. Elles s'inspirent des métamorphoses de six personnages : Pan, Phaéton, Niobé, Bacchus, Narcisse et Aréthuse.
- En 1971, le groupe anglais de musique rock progressive Genesis publie l'album Nursery Cryme où figure le morceau The Fountain of Salmacis, qui parle d'Hermaphrodite, le fils de Mercure et de Venus, et de la malédiction jetée sur lui à la suite de sa relation avec la nymphe Salmacis.
- En 2000, l'artiste japonaise Yoko Tawada écrit Opium pour Ovide, une adaptation contemporaine de 22 des Métamorphoses d'Ovide à des femmes allemandes d'aujourd'hui.
- Le collectif LFKs et son metteur en scène, cinéaste, écrivain et plasticien Jean Michel Bruyère ont réalisé, sur le mythe de Diane et Actéon, une série de 600 courts-métrages et moyen-métrages, une installation 360° interactive, Si poteris narrare licet[50] en 2002, une installation 360° en 3D La Dispersion du Fils[51] (de 2008 à 2016) et une performance en plein air, Une Brutalité pastorale[52] (2000).
- En 2006 la musicienne Patricia Barber a édité chez Blue Note Records Mythologies, un album consacré à sa vision des Métamorphoses.
- Les Métamorphoses d'Ovide, adaptation jeunesse par Laurence Gillot, Nathan, 2011.
- Le film Métamorphoses, du réalisateur français Christophe Honoré, sorti en 2014, s'inspire librement de quelques-uns des récits de métamorphoses qui figurent dans le poème d'Ovide.
- Les Métamorphoses ont également été une source d'inspiration majeure pour les artistes plasticiens à travers toute l’histoire de l’art. En 2014, l’historien de l’art Paul Barolsky, professeur d’Histoire de l’art et de la Renaissance italienne à l’Université de Virginie, a publié aux Presses Universitaires de Yale Ovid and the Metamorphoses of modern art from Botticelli to Picasso, ouvrage illustré consacré justement au traitement des Métamorphoses d’Ovide dans l’art[53]. À la Renaissance, les Métamorphoses ont inspiré des peintres de la trempe de Antonio Pollaiuolo, Sandro Botticelli et Titien. L’époque baroque a été également investie par l'influence d'Ovide, avec des peintres comme Diego Vélasquez et Pierre Paul Rubens qui ont travaillé sur des thèmes issus du poème[54]. Dans la sculpture baroque aussi, on remarque l'influence d'Ovide. Certains des célèbres marbres du Bernin sont directement inspirés des Métamorphoses d'Ovide. Par exemple, le célèbre groupe Apollon et Daphné, conservé à la Galerie Borghèse de Rome, représente le moment central de la fable des Métamorphoses (I, 450-567) où Daphné se transforme en laurier pour échapper à l'amour du dieu Apollon, qu'elle rejette[55]. L'Enlèvement de Proserpine, aussi dans la Galleria Borghese, représente l'enlèvement de Proserpine par Pluton, dieu des Enfers : ce mythe, repris par divers auteurs classiques, est également présent chez Ovide[56]. Le groupe Neptune et Triton, aujourd'hui conservé au Victoria & Albert Museum de Londres, s'inspire probablement du récit du déluge d'Ovide (Métamorphoses, Livre 1, 330-42), dans lequel Triton reçoit de Neptune l'ordre de souffler dans sa coquille pour inviter les eaux à se retirer, bien qu'une autre source littéraire probable pour l’épisode soit l'Énéide de Virgile (Livre 1, 135)[57]. Aux XIXe et XXe siècles, on retrouve les Métamorphoses chez, par exemple, Gustave Moreau (Jupiter et Sémélé)[58], John William Waterhouse (Echo et Narcisse)[59], Salvador Dalí (Métamorphose de Narcisse) et Pablo Picasso (Illustration des Métamorphoses par le peintre)[60]. L'héritage d'Ovide continue d'être apprécié et exploité même au XXIe siècle. En 2002, Anish Kapoor a construit une gigantesque installation titrée Marsyas en s'inspirant du livre 6 des Métamorphoses. La sculpture a été réalisée pour la série Unilever de la Tate Modern à Londres, un programme de commande annuel où un artiste est invité à réaliser une œuvre spécialement pour le Turbine Hall du musée[61]. En 2012, Chris Ofili a présenté une peinture à grande échelle, to take and to give. Pour l'exposition Metamorphosis : Titien 2012, qui s'est tenue à la National Gallery de Londres. Lui, Conrad Shawcross et Mark Wallinger ont été invités à créer de nouvelles œuvres en contrepartie des grandes peintures mythologiques du Titien, Diane et Actéon, Diane et Callisto, et La mort d'Actéon, qui dépeignent toutes des histoires tirées des Métamorphoses. To take and to give a également été présenté dans l'exposition d'Ofili, également intitulée to take and to give, qui s'est tenue auprès de la galerie Victoria Miro du 6 octobre au 21 décembre 2012. Parallèlement, Ofili a travaillé avec des chorégraphes et des danseurs de la Royal Opera House sur les décors et les costumes du ballet Diana & Actaeon[62].
- L’artiste plasticien Jean-Claude Meynard, réalise en 2014-2015, une série d’expositions internationales en référence aux Métamorphoses d’Ovide. Sous l’intitulé « Métamorphoses, Hybrides et autres mutations », il crée un Bestiaire fractal à partir d'algorithmes de silhouettes humaines, une mythologie nouvelle en écho à la première phrase d'Ovide: « une métamorphose des formes en des corps nouveaux... ». En 2018, son livre « L’Animal fractal que je suis » développera largement ce concept. En 2015, une exposition a été organisée au Rijksmuseum Twenthe, utilisant des citations de l’œuvre d'Ovide comme cadre pour montrer comment les artistes contemporains réfléchissent à ces thèmes[63].